# ХАМАС
ХАМА́С (араб. حَمَاس‎, х̣ама̄с, дословно — «воодушевление»; полное название — араб. حَرَكَة اَلْمُقَاوَمَةِ الْإِسْلَامِيَّةِ‎, Х̣аракат аль-Мук̣а̄вама аль-ʾИсла̄мийя, дословно — «Исла́мское движе́ние сопротивле́ния») — палестинская исламистская суннитская террористическая политическая и военная организация сопротивления, управляющая сектором Газа. Организация также активна и на Западном берегу реки Иордан. У ХАМАС есть военное крыло — бригады «Изз ад-Дин аль-Кассам», отвечающие за атаки на Израиль. Главным политическим соперником ХАМАС является ФАТХ.
Движение было основано в 1987 году во время первой палестинской интифады на базе благотворительных организаций палестинского отделения «Братьев-мусульман» при финансовой поддержке Израиля для вытеснения светского ФАТХ. Первым лидером ХАМАС стал шейх Ахмед Ясин. В отличие от ФАТХ, ХАМАС выступал за радикальное противостояние Израилю и создание исламского арабского государства на всей территории Израиля, сектора Газа и Западного Берега. ХАМАС отверг мирные соглашения в Осло 1993 года и продолжал борьбу против Израиля насильственными методами.
В 2006 году ХАМАС выиграл выборы в Палестинский законодательный совет. К июню 2007 года в результате вооружённых столкновений с ФАТХ ХАМАС полностью захватил власть в секторе Газа. Это привело к обострению конфликта в секторе Газа и его многолетней экономической блокаде. В октябре 2023 года боевики ХАМАС вторглись в Израиль. В ответ на крупнейшее по числу жертв нападение правительство Израиля объявило в стране военное положение и начало наземную операцию в секторе Газа.
У ХАМАС есть военные и политические блоки. На 2024 год ХАМАС не имеет единоличного руководителя. Движением управляют множество руководящих органов, выполняющих различные политические, военные и социальные функции. Двумя главными политическими органами являются Консультативный совет (Меджлис аш-Шура, Советы Шуры) и Политбюро (аль-Мактаб ас-Сияси). Совет Шуры определяет задачи и цели движения. Консультативный орган состоит из избранных представителей, которые также выбирают членов Политбюро.
В ходе своих нападений против Израиля ХАМАС практиковал нападения как на военных, так и на мирное население, использовал террористов-смертников, захватывал заложников и использовал их в качестве живых щитов; неоднократно устраивал обстрелы территории Израиля с помощью неуправляемых ракет «Кассам» и другого вооружения.
Финансирование ХАМАС исходит из разных источников. Значительные средства ХАМАС получает от палестинской диаспоры и частных доноров в Персидском заливе. Ещё одним источником финансирования являются социальные и прозелитистские организации, созданные в странах Запада и косвенно связанные с ХАМАС. Крупнейшими спонсорами ХАМАС являются Иран и Катар. Так, Иран спонсирует до 70 % деятельности группировки.
ХАМАС признан террористической организацией Израилем, Канадой, США, Японией, Новой Зеландией, Аргентиной, Европейским Союзом и Организацией американских государств. Движение было запрещено в Иордании в 1999 году и Египте в 2015, но позже исключено из списка террористических организаций. При этом ХАМАС не признаётся террористической организацией, в частности, ООН, Норвегией, Россией, Турцией, КНР, Катаром, а также рядом других стран. Великобритания и Австралия причисляют к списку террористических организаций только военное крыло ХАМАС ― бригады «Изз ад-Дин аль-Кассам».

## Название
Название «ХАМАС» следует является аббревиатурой от арабского названия «Хе́ракет эль-Мука́уамат эль-Ислами́я» («Исламское движение сопротивления») — араб. حركة المقاومة الاسلامية‎ (Ḥarakat al-Muqāwamat al-ʾIslāmiyyah). Однако само слово «حماس‎» Хема́с по-арабски означает «усердие, воодушевление, энтузиазм».

## История

### Предыстория

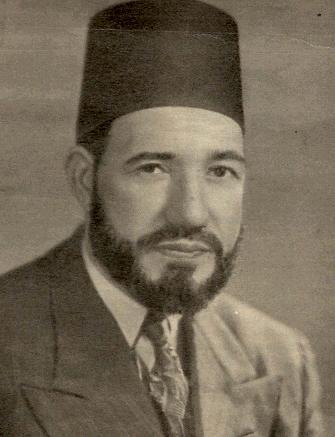
Основатель «Братьев-мусульман» Хасан Аль-Банна

Официальной датой создания ХАМАС считается декабрь 1987 года. Однако корни организации восходят к 1946 году, когда в Подмандатной Палестине было создано отделение египетского движения «Братья-мусульмане» (БМ), направленного против западного колониализма. Его основателем в 1928 году стал политический деятель и реформатор Хасан аль-Банна. Одной из долгосрочных целей Аль-Банны было создание единого исламского государства. Поэтому движение стремилось к региональной экспансии и в Палестине. До первой арабо-израильской войны и создания в 1948 году создания Государства Израиль «Братья-мусульмане» в Палестине имели единую структуру. После войны движение разделилось на две части: одно продолжило работу в секторе Газа, а второе — на Западном берегу реки Иордан.
«Братья-мусульмане» принимали активное участие в политической и военной деятельности в регионе, включая участие в войне 1948 года. До 1955 года организация, насчитывающая 11 отделений и более тысячи членов, играла ключевую политическую роль в секторе Газа. Многие из членов движения впоследствии стали ключевыми фигурами в ФАТХ и Организации освобождения Палестины (ООП).
«Братья-мусульмане» активно поддерживали идею борьбы с колониализмом путём изменения социальной политики и «глубокого» изучения ислама. Палестинские «братья» сохраняли тесную связь с материнской организацией в Египте — так, представители каирской штаб-квартиры регулярно посещали сектор Газа. В 1960-е и 1970-е годы организация получала финансирование от Саудовской Аравии и других стран Персидского залива. Деньги тратились на строительство мечетей, а также на развитие социальных институтов — молодёжных организаций, благотворительных сообществ, детских садов, медицинских клиник. Эта сеть социальных институтов в основном базировалась на базе «Исламского центра по координированию социальных программ» (аль-Му’джам аль Ислами), созданного в 1973 году будущим основателем ХАМАС шейхом Ахмадом Ясином. На тот момент «Исламский центр по координированию социальных программ» функционировал как религиозная организация, не отличавшаяся резко выраженной антиизраильской позицией, а деятельность Ясина даже поощрялась Израилем.
Усиление «Братьев-мусульман» в Палестине произошло ближе к концу 1970-х, когда к власти в Израиле пришла правая партия «Ликуд». В то время Израиль предпочитал поддерживать исламистские партии, а не светских националистов, представленных ФАТХ, Демократическим фронтом освобождения Палестины и другими партиями. В отличие от ФАТХ «Братья-мусульмане» не использовали насилие как метод борьбы. Другим фактором стало распространение политического ислама после исламской революции 1979 года в Иране и роста популярности «Хезболлы» в Ливане, что повлияло на увеличение поддержки «Братьев-мусульман» среди палестинцев. Однако вместе с этим внутри движения стали появляться и разногласия по поводу отношений с Израилем.
В 1980-е годы ряд высших представителей «Братьев-мусульман» в Палестине, включая шейха Ясина и Исмаила Абу Шанаба, выступили за вооружённое сопротивление Израилю. Этому предшествовало отделение от «Братьев-мусульман» «Исламского джихада», выступающего за более радикальное противостояние Израилю. Одновременно с этим отдельные руководители «Братства» стали воспринимать себя как реальную политическую альтернативу ООП и стремились ответить на запрос общества на вооружённое сопротивление Израилю. В 1983 году шейх Ясин создал два военизированных крыла, ответственных за выявление и наказание коллаборационистов, а также атаки на израильские военные объекты. В 1984 году сторонники ООП дали знать израильским спецслужбам, что шейх Ясин тайно содержит оружейный склад. Склад был действительно обнаружен в одной из мечетей. Шейх был арестован. Он заявил, что оружие он собирается использовать против своих противников из ООП, а не против Израиля. Через десять месяцев Ясина освободили в рамках обмена пленными.

### Основание

Ахмед Ясин во время суда в секторе Газа, 3 января 1990 года

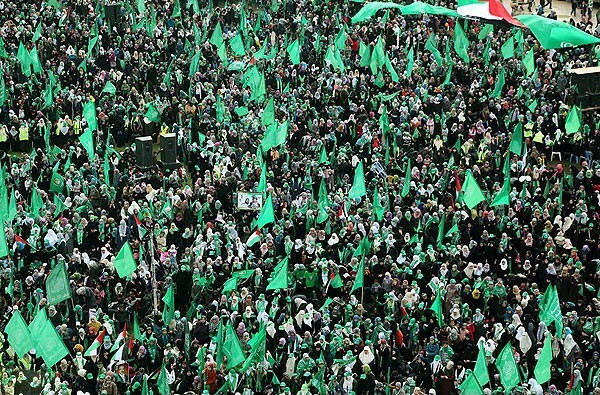
25-я годовщина основания ХАМАСа, 2012 год

6 декабря 1987 года в секторе Газа началась первая палестинская интифада, спровоцированная гибелью четырёх палестинских рабочих в результате столкновения израильского водителя с гражданской машиной. Первые демонстрации вспыхнули в Джебалии — крупнейшем лагере беженцев в регионе. 9 декабря шейх Ясин провёл встречу с другими членами руководства «Братьев-мусульман», на которой было принято создать отдельную организацию — «Исламское движение сопротивления» или ХАМАС. Спустя несколько дней ХАМАС распространил свою первую листовку в Газе и на Западном берегу, призывая бороться против Израиля. Все лидеры ХАМАС, за исключением Ясина, Абд аль-Азиза Рантиси и Махмуда аз-Захара, родились уже после создания государства Израиль. Они выросли в условиях оккупации — сначала египетской и иорданской, а затем израильской. Они также имели высшее образование, некоторые из них имели магистерские и докторские степени.
Благодаря упору на исламизм и использованию радикальной антиизраильской риторики ХАМАС получил широкую поддержку среди населения — к движению присоединились палестинцы, ранее никак не связанные с «Братьями-мусульманами». При этом социальные, политические и военные структуры, которые были созданы «Братством», были унаследованы ХАМАС и впоследствии в той или иной степени реорганизованы.
Практически сразу же ХАМАС встал в оппозицию к ООП и ФАТХ. В 1988 году Палестинский национальный совет, являющийся законодательным крылом ООП, принял решение о формировании двух государств в соответствии с планом о разделе ООН 1947 года и резолюциями Совета Безопасности ООН. ХАМАС выступил против этой инициативы, поскольку она подразумевала компромисс с Израилем. Лидеры движения были согласны на переговоры только после «прекращения оккупации земель Израилем».
В 1989 году ХАМАС организовал первую атаку на израильтян — похищение и убийство двух солдат. В качестве ответной реакции Израиль арестовал сотни активистов ХАМАС в секторе Газа и на Западном берегу. Среди арестованных были шейх Ясин (освобождён в 1997 году), Яхья Синвар, Махмуд аз-Захар и другие лидеры группировки. Летом 1989 года Израиль признал ХАМАС террористической организацией. Вследствие ареста высшего руководства организация провела обширные реформы, став более децентрализованной, разделив военные, социальные и политические секторы.
В 1992 году ХАМАС создал военное крыло — Бригады «Изз ад-Дин аль-Кассам», ответственное за организацию нападений на Израиль. Интенсивность атак на Израиль значительно усилилась, так как руководители группировки активно давили на Израиль с целью начать процесс обмена пленными и побудить к освобождению шейха Ясина. В ответ Израиль депортировал 415 исламистских чиновников, активистов и сторонников в южный Ливан в декабре 1992 года. Премьер-министр Израиля Ицхак Рабин назвал депортацию необходимым шагом в свете планов ХАМАС по срыву мирных переговоров на Ближнем Востоке. В южном Ливане сторонники ХАМАС наладили тесные связи с Хезболлой и освоили тактики использования террористов-смертников. Депортированным разрешили вернуться через девять месяцев.

### Соглашения «Осло» (1990-е)

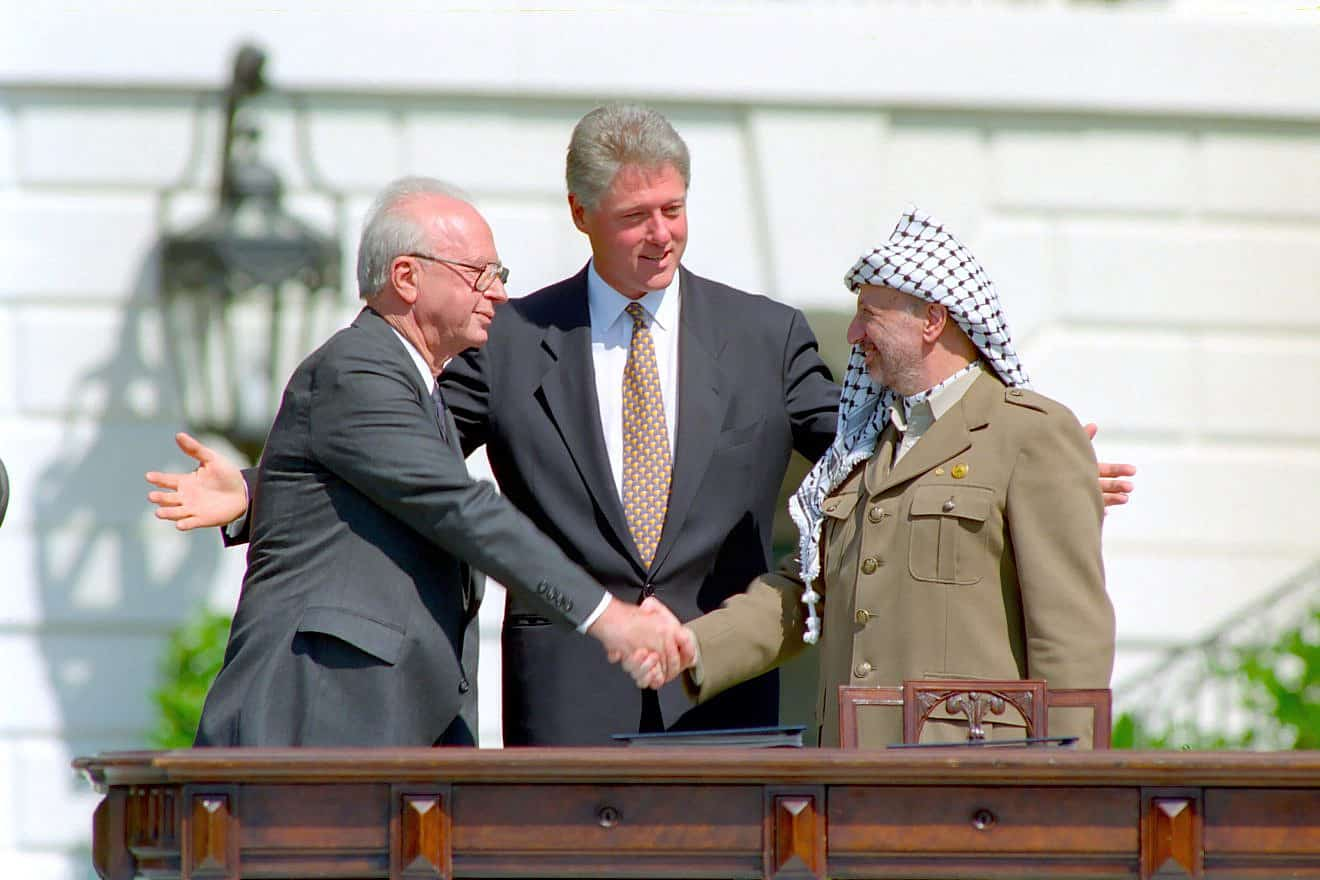
Израильский премьер-министр Ицках Рабин, Билл Клинтон и Ясир Арафат при заключении «Осло I», 1993 год

ХАМАС выступал против любых усилий по мирному разрешению конфликта с Израилем. Например, в 1991 году организация отвергла Мадридскую конференцию, созванную при участии представителей США и СССР, на которой присутствовали представители Израиля, ООН и Палестины. Официально делегацию палестинцев представляли «лица, регулярно проживающие на Западном берегу и в секторе Газа», однако на практике она поддерживала постоянный контакт с ООП через неофициальный «координационный комитет» в Мадриде. ХАМАС проигнорировал конференцию и выступил против участия в ней ФАТХ. Это привело к усилению конфронтации между ХАМАС, ООП и ФАТХ. В итоге мадридский процесс мирных переговоров застопорился из-за внутрепалестинских разногласий.
В конце августа 1993 года стало известно, что Израиль и ООП ведут секретные переговоры с целью завершения конфликта. Это стало настоящим сюрпризом для израильтян, палестинцев и мирового сообщества. 13 сентября 1993 года была подписана Декларация о принципах или «Осло-I», первое из мирных соглашений в рамках процесса Осло, положившее конец первой интифаде. Израиль предоставил ограниченную автономию палестинцам в секторе Газа и на Западном берегу. ООП, в основном представленная ФАТХ, взамен признала право Израиля на существование, положив конец всем притязаниям на территорию Палестины до 1948 года. К июню 1994 года была сформирована Палестинская национальная администрация (ПНА) — первый международно признанный палестинский орган самоуправления. Председателем был назначен Ясир Арафат.
ХАМАС категорически осудил соглашения «Осло», рассматривая их как предательство национальных и исторических прав палестинцев. Лидеры группировки считали, что эти соглашения подрывают основы палестинской борьбы. Однако основная масса палестинцев отдавала предпочтение мирным переговорам и нормализации отношений с Израилем. 60 % выражали поддержку ООП, в то время как у ХАМАС было всего 17 % сторонников. Чтобы сохранить поддержку населения, ХАМАС начал акцентировать внимание на «нелегитимном» и «несбалансированном» характере соглашений Осло. ХАМАС также начал информационную кампанию против ПНА, подчёркивая существующую там коррупцию, экономическую неэффективность и политическую неспособность их политиков. В то же время ХАМАС не стремился оставаться в стороне от политической арены и активно поощрял своих сторонников принимать участие в деятельности Палестинской национальной администрации по собственной инициативе, надеясь таким образом оказывать влияние на принимаемые ПНА решения.
В то же время продолжались акты насилия против Израиля. После убийства 25 февраля 1994 года израильским врачом Барухом Гольдшейном 29 молящихся мусульман в хевронской Пещере Патриархов военное крыло ХАМАС инициировало ряд атак террористов-смертников на территории Израиля — в Афуле и Хадере в апреле, в Тель-Авиве в октябре и в Рамат-Гане и Иерусалиме летом 1995 года. Израиль и ПНА ответили репрессиями — массовыми арестами активистов ХАМАС, убийствами ключевых чиновников, изоляцией сектора Газа, что привело к экономическим трудностям и так беднеющего населения. ХАМАС и «Исламский джихад» обвинили ПНА в сотрудничестве с Израилем против их организаций и в убийстве ключевых членов их военного крыла.
Одновременно с этим политическое крыло ХАМАС решило конкурировать за власть в Палестине в новых условиях, где основное влияние принадлежало ООП. Начиная с 1995 года высшие политические деятели ХАМАС не только предложили условное прекращение вражды с Израилем и соглашение с Палестинской национальной администрацией для предотвращения внутренних разногласий, но также всё чаще перенаправляли свой стратегический акцент с политических и военных инициатив на социальное и гражданское развитие. Эта позиция была отвергнута военным крылом ХАМАС, что привело к усилению напряжения внутри группировки. В свою очередь, ПНА видела в ХАМАС угрозу, в отношении движения велась политика «контроля и сдерживания». При этом переговоры продолжались, и во время подписания в 1995 году «Осло II» политическое крыло ХАМАС согласилось на прекращение огня.
5 января 1996 года Израиль убил ключевую фигуру военного крыла ХАМАС — Яхья Айяша по кличке «Инженер». Айяш специализировался на изготовлении бомб и отвечал за серию атак террористов-смертников в израильских автобусах в середине 1990-х. Убийство «Инженера» спровоцировало акты мести со стороны военного крыла ХАМАС на Западном берегу. Серия взрывов смертников охватила несколько крупных городов Израиля, включая Иерусалим, Ашкелон и Тель-Авив. В течение менее чем трёх лет с начала мирного процесса в Осло более сотни израильских гражданских и военнослужащих были убиты. Это усугубило противоречия между политическим и военными крыльями ХАМАС.

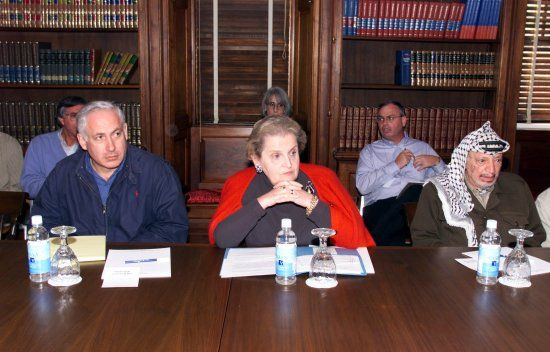
Израильский премьер-министр Биньямин Нетаньяху (слева), государственный секретарь США Мадлен Олбрайт и Ясир Арафат на подписании Меморандума Уай-Ривер, 1998

В ответ Палестинская национальная администрация не только заключила в тюрьму ряд политических лидеров группировки, но также приняла меры по закрытию благотворительных учреждений ХАМАС. ПНА фактически ослабила военное крыло, проводя аресты и посадку в тюрьму более тысячи исламистских чиновников и активистов, многие из которых стали жертвами пыток и убийств. Однако 25 сентября 1997 года Израиль совершил неудачное покушение на Халеда Машаля — агенты израильской разведки прямо на улице впрыснули в ухо Машаля яд, но были схвачены его охраной. По требованию иорданских властей Израиль предоставил противоядие и освободил из заключения Ахмеда Ясина. Взамен агенты были освобождены от наказания и отпущены на родину.
К началу 1998 года отношения между ПНА и ХАМАС значительно ухудшились, особенно после убийства трёх высокопоставленных военных командиров военного крыла ХАМАС. ХАМАС возложил на Израиль ответственность за убийства, но также обвинил ПНА в сотрудничестве с Израилем. Это произошло накануне подписания Меморандума Уай-Ривер 23 октября 1998 года. Положения меморандума предусматривали передачу территории Иудеи и Самарии под контроль Палестинской администрации в обмен на обязательство принятия эффективных мер по борьбе с терроризмом. Последовали новые нападения со стороны ХАМАС, организованные совместно с «Исламским джихадом». ПНА ответила арестами активистов ХАМАС.

### Вторая интифада (2000—2005)

Палестинцы ведут огонь в Наблусе, 1 октября 2000 года

Отец 10-месячной Шалхевет Пасс, убитой палестинским снайпером в Хевроне, хоронит свою дочь, 26 марта 2001 года

Вторая интифада началась в сентябре 2000 года с посещения лидером израильской оппозиционной партии «Ликуд» Ариэлем Шароном Храмовой горы в Иерусалиме. Визит происходил на фоне переговоров о формировании независимого Палестинского государства и окончательном урегулировании палестино-израильского конфликта. Визит Шарона был воспринят палестинцами как провокация.
В период с 2000 по 2005 год ХАМАС осуществил множество террористических атак против Израиля и израильтян, включая теракты смертников, ракетные удары, взрывы самодельных устройств и перестрелки. В 2004 году Израиль убил лидера ХАМАС Ахмеда Ясина. Это вызвало широкий резонанс среди палестинских группировок, лидеры ХАМАС заявили, что премьер-министр Израиля Ариэль Шарон «открыл врата ада». Преемник Ясина, Халед Машаль, начал выстраивать более тесные отношения с Ираном. ХАМАС был заинтересован в получении от Ирана ракетных технологий и комплектующих, в то время как иранское правительство рассматривала группировку как регионального союзника и дополнительный инструмент борьбы с США.
Вторая интифада завершилась в 2005 году. Израиль вывел все свои войска из сектора Газа, однако продолжал контролировать внешние границы (за исключением южной, контролируемой Египтом), морские порты, воздушное пространство, а также передвижение людей и товаров.

### Захват власти в секторе Газа (2006—2007)
После вывода Израиля из сектора Газа ХАМАС заметно ускорил наращивание своей военной мощи. Подготовка к военным действиям велась штабом ХАМАС в Сирии при финансовой поддержке Ирана. Одновременно с этим ХАМАС начал активно участвовать в политической жизни Палестинской автономии. Это было обусловлено тем, что после смерти обладавшего большой популярностью Ясира Арафата партия ФАТХ начала стремительно терять свои позиции, в то время как ХАМАС, напротив, приобретал всю большую популярность среди палестинцев.
В 2005 году ХАМАС принял участие и одержал победу на выборах в Газе. Политическая кампания ХАМАС строилась вокруг идеи активного сопротивления Израилю — движение приписывало к своим заслугам вывод израильских войск из сектора Газа. На фоне радости от произошедших событий население массово поддержало ХАМАС. Из 118 избранных депутатов 75 представляли ХАМАС, 30 — правящее в Палестинской национальной автономии движение ФАТХ, три депутата были избраны как независимые, радикальный Народный фронт освобождения Палестины получил одно место. По результатам выборов ХАМАС должен был войти в состав Палестинской национальной администрации. 29 марта 2006 года руководитель Палестинской национальной администрации (ПНА) Махмуд Аббас принял присягу нового палестинского правительства, сформированного ХАМАС. Однако противоречия между ФАТХ и ХАМАС только обострились.
Программа ХАМАС предполагала уничтожение Государства Израиль и его замену на исламскую теократию. Руководство ХАМАС, придя к власти, отказалось признать ранее заключённые палестинцами соглашения с Израилем и разоружить своих боевиков. В результате ряд государств, ранее финансировавших автономию, начали экономический бойкот ПА. Израиль ввёл режим тотальной блокады в Газе и заморозил ежемесячное перечисление средств Рамалле в размере $50 млн. Представителям ХАМАС было запрещено передвигаться между Газой и Западным берегом. В августе 2006 года на Западном берегу были задержаны 49 высокопоставленных членов ХАМАС, в том числе 33 парламентария. Цель этой операции заключалась в том, чтобы заставить ХАМАС признать право Израиля на существование или утратить власть.
Успехи ХАМАС привели, с одной стороны, к конфликту с ФАТХ, которые уже успели сформировать легальные силовые структуры, пользующиеся поддержкой США и Европы, а с другой стороны — к обострению конфронтации с Израилем. Похищение израильского солдата Гилада Шалита в июле 2006 года спровоцировало ответную операцию «Летние Дожди», а непрекращающиеся обстрелы Израиля из сектора Газа привели к его экономической блокаде (2007). В 2006 году между ФАТХ и ХАМАС начались вооружённые столкновения. К октябрю 2006 года противостояние с ФАТХ вышло за пределы сектора Газа и распространилось на Западный берег — в Рамаллу, Наблус, Иерихон и Хеврон. В декабре 2006 года ХАМАС обвинил ФАТХ в попытке убийства премьер-министра Исмаила Хании в ходе нападения на КПП Рафах в Газе. Это только усилило интенсивность столкновений — боевики ХАМАС начали нападать на частные дома политических оппонентов и расстреливать их.
8 февраля, при участии Саудовской Аравии, было подписано Мекканское соглашение между ФАТХ и ХАМАС о прекращении насилия. Обе стороны согласились формировать коалиционное правительство. Тем не менее, в июне ХАМАС нарушил соглашение и начал военное наступление в секторе Газа. К 13 июня силы ХАМАС контролировали улицы и здания ПНА, включая президентскую резиденцию Махмуда Аббаса. К 14 июня весь сектор Газа оказался под контролем ХАМАС. Лидер ПНА Махмуд Аббас создал новое правительство на Западном берегу реки Иордан и назвал боевиков ХАМАС террористами. Вооружённые стычки между ХАМАС и ФАТХ продолжились. Переговорные процессы в Каире в марте 2008 года также были сорваны.

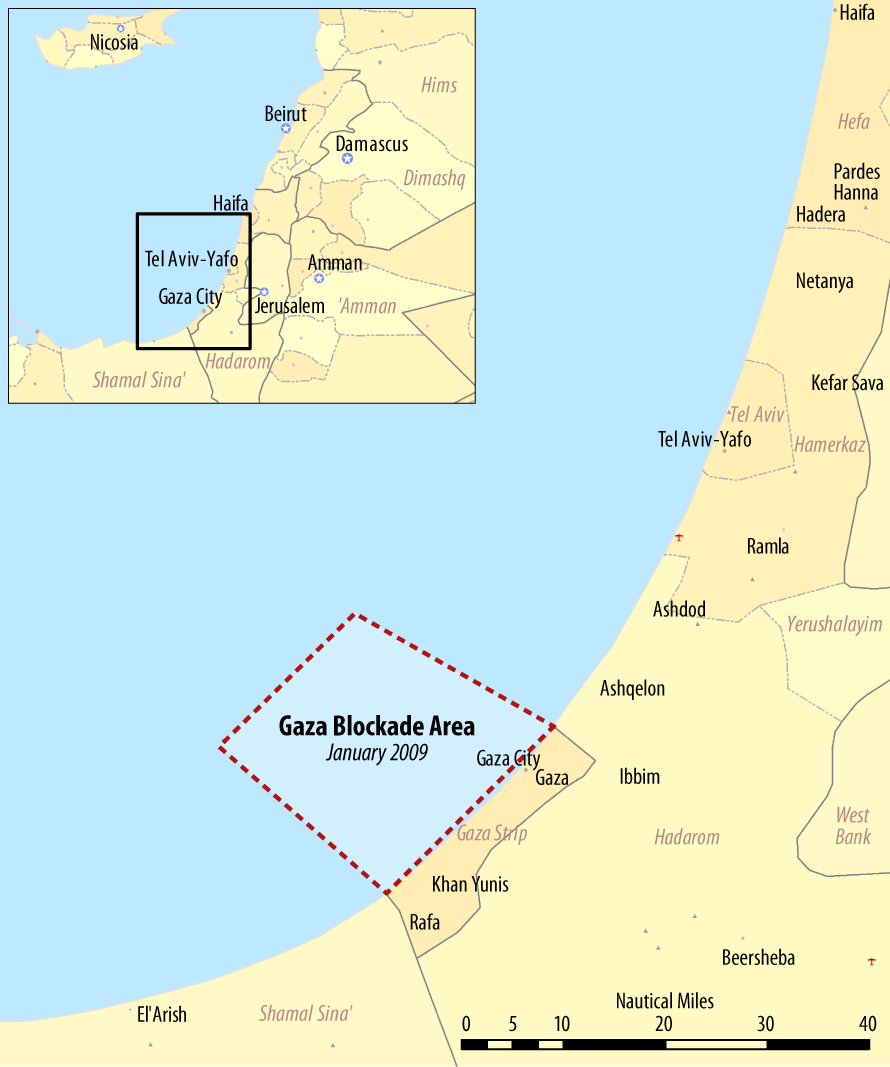
Карта блокады Газы, 2009 год

За время столкновений в 2006—2007 годах были убиты более 600 палестинцев. Межпалестинская борьба привела к политическому и идеологическому расколу Палестины на две части, а также к полной экономической блокаде сектора Газа. 3 мая 2011 года в Каире было подписано соглашение о межпалестинском примирении, участие в котором приняли функционеры ФАТХ и ХАМАС и представители ещё 11 политических движений и группировок Палестины.

### Управление сектором Газа

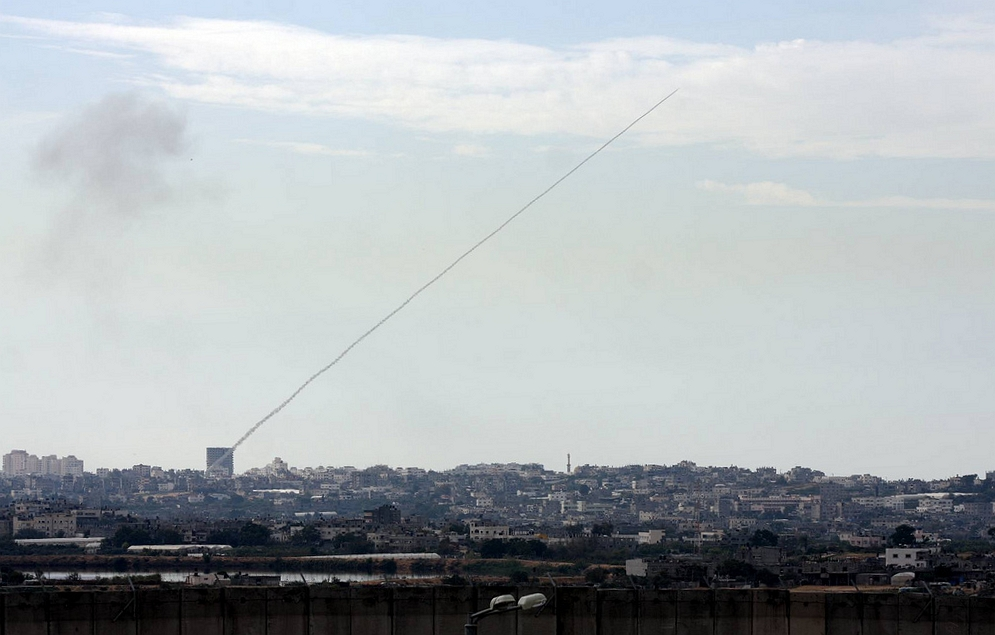
Ракета из сектора Газа, летящая в сторону южного Израиля, 2008 год

Вскоре после захвата власти ХАМАС полностью подчинил себе государственный аппарат. Изначально партия не контролировала секторы, традиционно входившие в компетенцию общепалестинского правительства, и значительная часть государственных служащих в секторе Газа продолжала получать заработную плату от Палестинской национальной администрации (ПНА). Одновременно ХАМАС приступил к формированию собственного персонала для эффективного управления регионом. Правительство Газы вынуждено было прибегнуть к помощи международных организаций. Фактически эти организации стали практически единственными институтами в Газе, которые оставались вне влияния ХАМАС. Например, опреснительная установка находилась в ведении Детского фонда ООН, электростанция — в ведении Палестинского управления энергетики и природных ресурсов, некоторые школы — в ведении БАПОР. Такой формат позволял избежать отключения основных услуг, когда международное сообщество бойкотировало ХАМАС, и помогало сохранить жизненно важное сотрудничество с Израилем в обеспечении этих услуг. Представители партии сосредоточились на юридической и образовательной сферах. СМИ и локальные неправительственные организации находились под контролем ХАМАС.

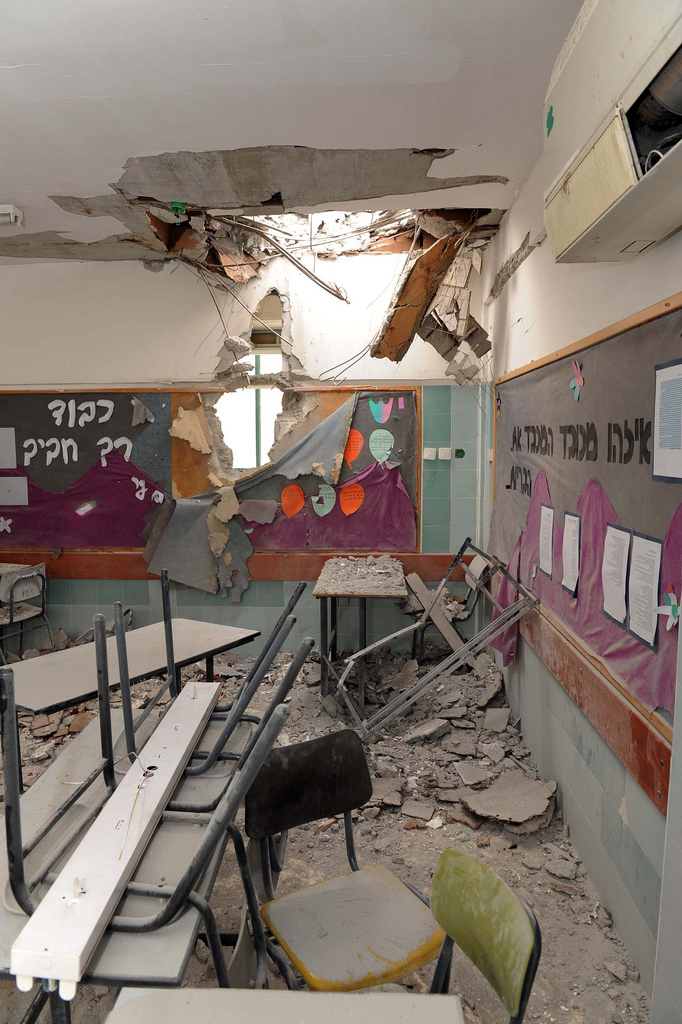
Классная комната в детском саду в Беэр-Шеве, повреждённая в результате ракетной атаки из Газы, 31 декабря 2008 г.

Однако условия жизни в Газе значительно ухудшились. Поскольку в Газе нет порта или аэропорта, все выезжающие за территорию сектора должны пересекать египетскую границу. Электричество, топливо и вода поставлялись из Израиля, как и большинство товаров для жизнеобеспечения Газы. Для выезда из сектора Газа палестинцам было необходимо получать разрешение от Израиля или Египта. Поставки воды, топлива и грузов также подвергались ограничениям. По данным ООН, по состоянию на август 2023 года, более 80 % жителей сектора Газа проживали в условиях бедности, а уровень безработицы составлял 46 %. По информации Агентства ООН по делам палестинских беженцев (БАПОР), уровень безработицы среди молодёжи в возрасте от 15 до 29 лет превышал 62 %. Почти 95 % населения Газы лишены доступа к чистой питьевой воде. Израиль оправдывал блокаду целями обеспечения безопасности и предотвращения поступления оружия для ХАМАС и других группировок, таких как «Палестинский исламский джихад». Для обхода блокады ХАМАС создал обширную систему туннелей для контрабанды материалов для производства оружия и ракет. При этом в Газе один из самых высоких уровней плотности населения и безработицы в мире. По мнению ряда как израильских, так и палестинских обозревателей, это привело к превращению сектора Газа в «анклав анархии и терроризма».
Значительную часть импорта разнообразных товаров, а также вооружений и боеприпасов сектор Газа получал из Египта. В январе 2008 года Хосни Мубарак приказал впускать невооружённых палестинцев на территорию Египта для закупок продовольствия и товаров, а затем возвращать обратно в сектор. В 2013 году Израиль ослабил блокаду, а Египет открыл единственный пункт КПП.
В 2018 году ХАМАС стал организатором «Великого марша возвращения» — кампании массовых антиизраильских выступлений палестинцев на границе сектора Газа с Израилем, в организацию которой вложил около 10 млн долларов. За поддержку, оказанную палестинцам в ходе Марша, ХАМАС официально поблагодарил Иран.

### Конфликт ХАМАС и «Аль-Каиды»
В 2008—2009 году «Аль-Каида» активно искала возможности для создания боевых групп на Западном берегу реки Иордан и в секторе Газа с целью нанесения ударов по Израилю. «Аль-Каида» начала организовывать свою деятельность в секторе Газа и вести пропагандистскую работу в поддержку моджахедов Палестины. В 2006 году заместитель командира «Аль-Каиды» Айман аз-Завахири выступил с упреком ХАМАС за участие в светском правительстве в Палестине. К концу 2007 года, после 12 отдельных заявлений с критикой ХАМАС, Усама бен Ладен объявил, что ХАМАС «потерял свою религию». В течение следующих двух лет словесная перепалка и физические столкновения расширялись, пока конфликт не завершился перестрелкой из-за мечети Газы в июле 2009 года. Перестрелка произошла после того, как лидер «Аль-Каиды» в секторе Газа объявил во время пятничной молитвы, что «Сектор Газы это исламский эмират, мы принадлежим „Аль-Каиде“, и наш лидер — Усама Бин-Ладен». Во время проповеди Мусса подверг резкой критике ХАМАС и заявил, что «это недостаточно исламское движение». Он сказал, что ХАМАС больше рвется к власти, чем стремится к внедрению шариата. Когда стало известно, полиция ХАМАС подтягивается к мечети, здание окружили вооружённые сторонники Муссы. Силы ХАМАС окружили мечеть в Рафахе, а затем между противоборствующими сторонами завязалась перестрелка. По крайней мере, 5 человек были убиты, среди них Джибриль Аль-Шимали, один из полевых командиров ХАМАС, и ещё 50 человек были ранены.

### Столкновения с Израилем

#### Операция «Литой свинец» (2008—2009)

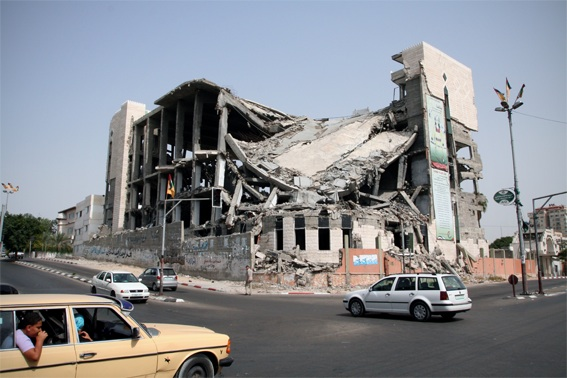
Здание Палестинского законодательного совета в Газе, разрушенное в ходе операции «Литой свинец»

С 28 декабря 2008 по 20 января 2009 года Израиль провёл в секторе Газа операцию «Литой свинец». Главной целью операции было уничтожение военной инфраструктуры ХАМАС. Поводом послужило нарушение группировкой договорённостей о полугодовом перимирии с Израилем, достигнутым при посредничестве шефа египетской службы разведки генерала Омара Сулеймана и вступившим в силу 19 июня 2008 года. Планом предполагалось, что прекращение огня приведёт к открытию переходов между Израилем и сектором Газа, инициированию переговоров по освобождению Гилада Шалита и к обсуждению вопроса об открытии КПП Рафах между сектором Газа и Египтом. Во время перемирия ХАМАС продолжил обучать боевиков и создавать материальную базу для производства ракет.
Большинство намеченных Израилем целей было достигнуто. Хотя обстрелы со стороны Газы не прекратились, их интенсивность значительно снизилась.

#### Операция «Облачный столп» (2012 год)

Статистика ракетных обстрелов Израиля за 2012 год

14-21 ноября 2012 года ВВС Израиля провели в секторе Газа воздушную операцию «Облачный столп» в ответ на участившееся обстрелы со стороны ХАМАС. В ходе операции Армией обороны Израиля были проведены тысячи атак по военным целям. Из сектора Газа было выпущено не менее 1500 неуправляемых ракет по населённым пунктам на юге Израиля. Впервые были обстреляны города центра и востока Израиля, такие как Ришон-ле-Цион, Тель-Авив и Иерусалим. 21 ноября 2012 года между представителями Израиля и ХАМАС в Египте было достигнуто соглашение о прекращении огня. Однако в тот же день боевики ХАМАС и Палестинского движения моджахедов совместно осуществили взрыв автобуса в Тель-Авиве, в результате которого были ранены 29 человек.

#### Операция «Нерушимая скала»
С 8 июля по 26 августа 2014 года Израиль провёл в секторе Газа операцию «Нерушимая скала». Военные действия начались после того, как за один день ХАМАС выпустил по Израилю более 80 ракет. Этому предшествовал месяц эскалации насилия, начавшийся с похищения и убийства трёх израильских подростков боевиками ХАМАС на Западном берегу. В ответ Израиль арестовал ряд лидеров группировки, а также ликвидировал несколько её организаций на Западном берегу.
В ходе операции «Нерушимая скала» Израиль задействовал силы пехоты и призвал более 82 тысяч резервистов. При этом численность боевиков ХАМАС составляла около 20-40 тысяч. За время боевых действий с палестинской стороны погибли более 2,1 тысяч человек, в том числе 516 детей и 283 женщины, ранения получили около 11 тысяч человек. С израильской стороны погибли 67 военных, свыше 500 солдат получили ранения. Военная кампания обошлась Израилю в $2,7 млрд.

#### Операция «Страж стен» (2021 год)
10-21 мая 2021 года ЦАХАЛ провёл в Газе антитеррористическую операцию «Страж стен». Она была вызвана столкновениями палестинцев с израильтянами в Иерусалиме, произошедших на фоне выселения нескольких палестинских семей из района Шейх-Джаррах в Восточном Иерусалиме по решению израильского суда. Вечером 10 мая начались массовые обстрелы Израиля, из сектора Газа было выпущено не менее 150 ракет. В ответ Армия обороны Израиля нанесла авиаудары. По заявлению израильских военных, они поразили 140 военных целей. По данным Армии обороны Израиля, в ночь на 11 мая ХАМАС выпустил более 200 ракет, пострадали десятки человек.
В Израиле в результате обстрелов погибли 12 человек, более 300 были ранены. В результате операции в секторе Газа погибли 243 человека, более 1,9 тысячи были ранены. 1,8 тысячи домов полностью разрушены, ещё 16,8 тысячи повреждены. Израиль также сообщил об уничтожении значительной части сети подземных коммуникаций ХАМАС. Материальный ущерб в Газе оценивается примерно в $350 млн.

#### Вторжение в Израиль (2023 год)

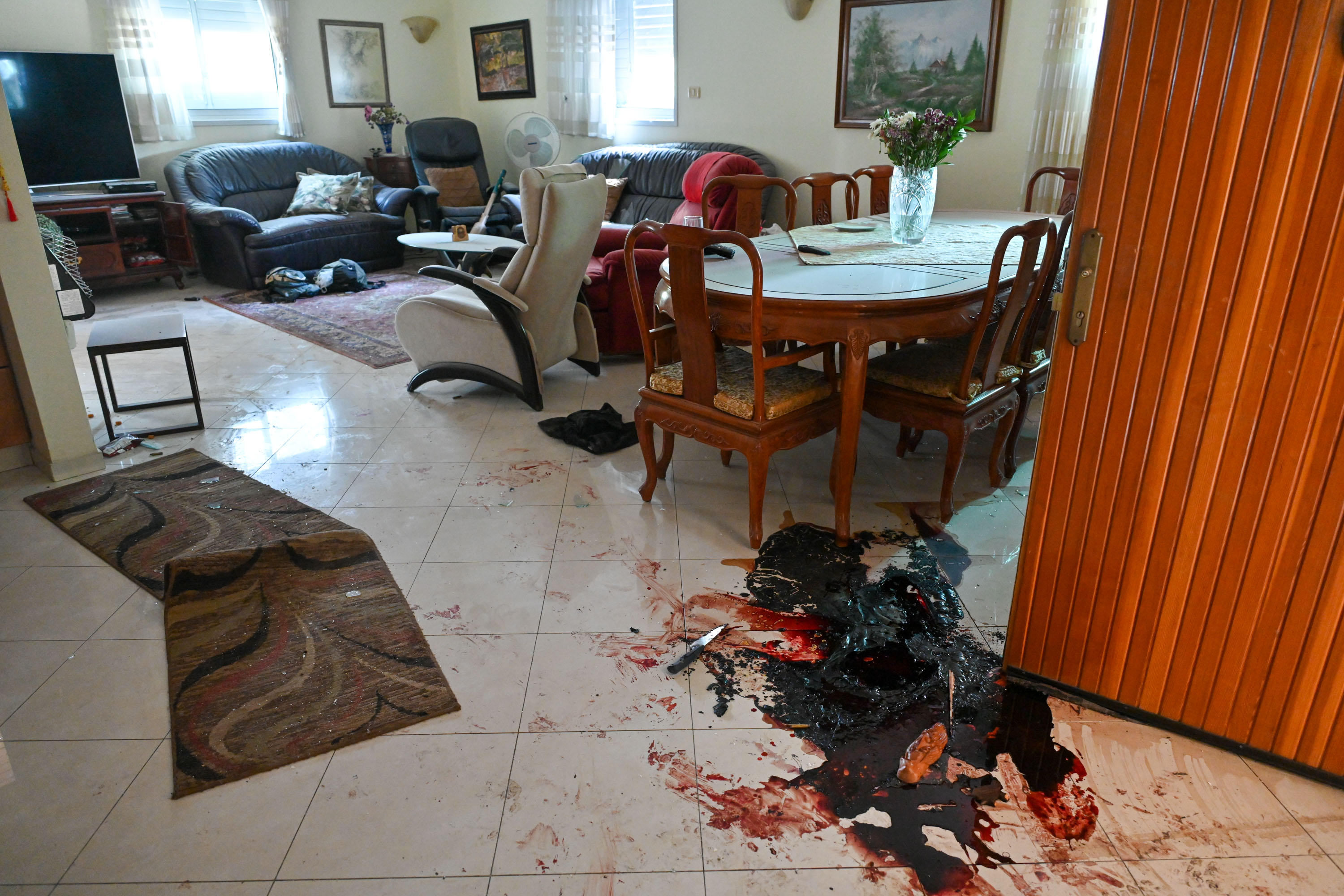
Киббуц Беэри после нападения ХАМАС, 11 октября 2023 года

Около 6:30 утра по местному времени 7 октября 2023 года ХАМАС объявил о начале операции «Наводнение Аль-Акса», или «Буря Аль-Акса». Группировка выпустила от 2500 до 5000 ракет по Израилю, в результате чего погибло по меньшей мере пять человек. Одновременно с этим около 3 тысяч боевиков пересекли границу с Израилем. Часть из них напала на проходивший неподалёку фестиваль Nature Party. Боевики захватили концертную площадку, открыли стрельбу по толпе и взяли многих участников в заложники. На фестивале были убиты 347 молодых людей, граждан Израиля и других стран, и 17 полицейских. 40 человек были похищены и пропали без вести. Также боевики ХАМАС устроили резню в располагающихся рядом с границей кибуцах. Так, в результате атаки на кибуц Беэри были убиты по меньшей мере 130 человек, включая женщин и детей. Множество людей было похищено и угнано в сектор Газа. Количество жертв составило 1139 человек, включая 36 детей, 71 иностранца, 695 израильских гражданских. Эта цифра не учитывает пропавших без вести и жертв сексуального насилия. Около 6900 человек в результате атаки были ранены. Также существуют свидетельства о массовых изнасилованиях израильтянок боевиками ХАМАС.
Как стало известно позднее, ХАМАС планировал продолжать атаки на Израиль после нападения 7 октября, в том числе продвигаясь к крупным городам. Боевики хотели спровоцировать операцию Израиля в секторе Газа и более масштабный конфликт на Ближнем Востоке, который бы привёл к разрыву связей Израиля с арабскими странами.
В качестве ответных действий Израиль начал наземную операцию «Железные мечи» в секторе Газа, поставив перед собой цель полностью уничтожить ХАМАС. 15 января 2024 года министр обороны Израиля Йоав Галант заявил, что исключает прекращение огня до полного уничтожения ХАМАС. На начало января Израиль завершил наземную операцию на севере сектора Газа и планировал начать операцию на юге.
16 октября 2024 года был убит Яхья Синвар.

## Идеология

### Устав 1988 года
ХАМАС возник как альтернатива секулярной Организации освобождения Палестины (ООП), объединяющей разрозненные палестинские фракции, от марксистов до светских националистов. Чтобы завоевать поддержку населения, ХАМАС инкорпорировал в свою идеологию элементы исламизма, джихадизма и палестинского национализма. Это позволило привлечь значительное число сторонников, разочарованных неэффективностью работы ООП и отсутствием радикального движения за освобождение Палестины.
Основные идеологические принципы организации изложены в уставе ХАМАСа, принятом 18 августа 1988 года. Этот документ был составлен основателем ХАМАС, шейхом Ахмедом Ясином. Помимо Устава, шейх Ахмед Ясин не оставил трудов, в которых были бы представлены его политические и философские взгляды.
ХАМАС был создан как ячейка египетского салафитского движения Братья-мусульмане. Поэтому Устав ХАМАСа 1988 года начинался с цитаты египетского исламского проповедника Хасана Аль-Банны: «Израиль будет существовать только до тех пор, пока не будет уничтожен исламом, так же, как ислам уничтожил других до него». Согласно ХАМАС, земля Палестины является исламским вакфом (имуществом мусульман) до наступления дня Божьего Суда. При этом в отличие от Братьев-мусульман, ХАМАС считается приверженцем суннитской исламской идеологии.
ХАМАС отрицает право Израиля на существование и призывает к его уничтожению. Даже на гербе организации изображены два скрещённых меча на фоне Купола Скалы на Храмовой горе в Иерусалиме и в обрамлении палестинских флагов, а вверху — контур палестинского государства, занимающего территорию Израиля. Идеологически ХАМАС является частью исламской Оси сопротивления, созданной Ираном и выступающей против Израиля и «гегемонии США». В состав «Оси», помимо ХАМАС, входят ливанская шиитская организация «Хезболла» (признана террористической в ряде стран) и про-сирийские ополченцы.
Согласно Хартии 1988 года, главными врагами ХАМАС признаются евреи и представители «западной цивилизации». При этом ХАМАС не проводил различий между иудаизмом и сионизмом. Хартия описывает «западную цивилизацию» как находящуюся в зависимости от «еврейских финансовых кругов» и коллаборационирующую с «сионистскими захватчиками». При этом евреи обвиняются в развязывании мировых войн и в разрушении Исламского халифата. Хартия содержит выдержки из Корана и хадисов. Ислам и иудаизм рассматриваются как абсолютные противоположности, и противостояние между ними является определяющим аспектом всего процесса мировой истории. В тексте также подчёркивается вклад женщин в освободительную борьбу, отмечая, что «роль мусульманской женщины не менее значима, чем роль мусульманина».
Судный день не наступит до тех пор, пока мусульмане не сразятся с иудеями. Мусульмане будут убивать их, так что иудеи будут прятаться позади камней или деревьев, а камни и деревья будут говорить: «О мусульманин, вот позади меня иудей, иди же и убей его!», — (и скажет это каждое дерево), кроме гаркада, ибо (гаркад) относится к числу иудейских деревьев.Сахих аль-Бухари, Джихад 94; Сахих Муслим, 41: 6985
Долгосрочной целью ХАМАС было заявлено создание исламского государства на территории исторической Палестины. Для этого мусульманам нужно вернуться к «истинному исламу» и использовать методы джихада для полного уничтожения Израиля и евреев.
Вскоре после публикации Устава в 1988 году официальное информационное агентство ХАМАС выступило с заявлением, что территория Палестины является исламской, а любые усилия в направлении «мирного урегулирования» противоречат принципам Исламского движения сопротивления. Единственной уступкой, на которую ХАМАС готов, является худна (временное соглашение с неверными). Худна отличается от идеи постоянного мирного урегулирования и подразумевает временные соглашения с врагом на период до 10 лет. Это не предполагает признание Израиля или согласие ХАМАС на территориальные уступки — только временное прекращение огня или насилия.

### Устав 2017 года
Впоследствии ХАМАС выпустил ряд дополнительных документов, разъясняющих цели и идеологию движения. Например, в середине 1990-х годов ХАМАС выпустил документ под названием «Это то, за что мы боремся». Написанные в период до Второй интифады документы по тональности были менее радикальными, чем Устав 1988 года. Однако они по-прежнему описывали ХАМАС как агрессивное исламистское движение, борющееся за «освобождение Палестины» и выступающее против права Израиля на существование.
Подобные радикальные взгляды значительно ограничили возможности взаимодействия группировки с внешним миром. Из-за ряда террористических актов против мирных жителей Израиля ХАМАС признали террористической организацией в ряде стран, включая страны Евросоюза и США. При этом с ХАМАС было невозможно достичь компромисса — группировка не признавала Декларацию Бальфура 1917 года или Соглашения «Осло». Однако к 2017 году, из-за всё ухудшающихся отношений с ФАТХ и другими странами, ХАМАС был вынужден смягчить свою позицию. Движение ХАМАС стремилось к улучшению своих отношений с Египтом и Западом, а также к созданию более умеренного облика, что помогло бы ему выйти из списка террористических организаций. В 2017 году организация опубликовала более умеренную декларацию, определяющую основные идеологические мотивы движения.
Новая декларация отличалась от Устава 1988 года по трём основным пунктам. Так, ХАМАС заявил, что соглашается на создание палестинского государства в границах 1967 года. Согласно новой декларации, «ХАМАС отвергает любую альтернативу полному и окончательному освобождению Палестины, от реки до моря», но считает создание суверенного палестинского государства в границах 1967 года «формулой национального консенсуса». Также в новом документе ХАМАС подчеркнул существующее различие между евреями и иудаизмом и современным сионизмом. ХАМАС заявил, что борьба ведётся против «расистского, агрессивного, колониального и экспансионистского» сионистского проекта Израиля, но не против иудаизма или евреев. Также в обновлённой декларации отсутствовали некоторые антисемитские формулировки Устава 1988 года. Более того, из обновлённой декларации были убраны упоминания о «Братьях-мусульманах». Несмотря на это, ХАМАС сохранил определение освобождения Палестины как «законной деятельности» и «акта самообороны», подчёркивая, что оружие остаётся основным средством достижения целей.

### Антисемитизм
Идеология ХАМАСа тесно связана с антисемитизмом, что оказывает значительное влияние на его деятельность и стратегии. В своём уставе 1988 года ХАМАС ссылается на антисемитские документы, такие как «Протоколы сионских мудрецов», и выражает непримиримую вражду к еврейскому народу и Израилю. Организация активно использует антисемитскую пропаганду для достижения своих целей, в том числе через литературу и телевизионные программы. Книга «Конец евреев» (араб. نهاية اليهود‎), является одним из примеров такой литературы, а детское шоу «Пионеры будущего» (араб. رواد الغد‎) служит средством распространения антисемитских убеждений среди младшего поколения. Как сообщает Palestinian Media Watch, ХАМАС в данном шоу использовал «любую возможность, чтобы внушить юным зрителям идеи исламского превосходства».

## Структура и руководство
- Салех аль-Арури (1966—2024) –  замглавы политбюро, возглавляет военные операции ХАМАС на Западном берегу
- Яхья Синвар (1962—2024) — глава подразделения внутренней безопасности
- Мухаммад Дейф (1965—2024) — командующий военного крыла
- Марван Исса (1965—2024) — заместитель командующего «Бригад Изз ад-Дин аль-Кассам»

ХАМАС был создан в 1987 году как отделение египетской организации «Братья-мусульмане». Первые 17 лет существования движения его идеологом и духовным лидером был шейх Ахмед Ясин. С 1991 по 1997 год Ясин находился в израильской тюрьме. После освобождения он уехал в Палестину, откуда продолжал руководить организацией. В 2004 году он был убит спецслужбами Израиля в Секторе Газа. Преемником Ясина стал доктор Абдель Азиз ар-Рантиси, однако он был убит вскоре после провозглашения его новым лидером. После него лидерство в ХАМАС приписывалось разным деятелям, большинство из которых были убиты в ходе арабо-израильских столкновений и бомбардировок. Сама организация усложнилась, разделившись на несколько групп.
У ХАМАС есть военные и политические блоки. На 2023 год ХАМАС не имеет единоличного руководителя. Движением управляют множество руководящих органов, выполняющих различные политические, военные и социальные функции. Двумя главными политическими органами являются Консультативный совет (Меджлис Аль-Шура, Советы Шуры) и Политбюро (аль-Мактаб ас-Сияси). Совет Шуры определяет задачи и цели движения. Консультативный орган состоит из избранных представителей, которые также выбирают членов Политбюро.
В Политбюро входят 10-20 человек, проживающие либо в Палестине, либо за рубежом. Политбюро отвечает за управление всей деятельностью ХАМАС — пропагандой, благотворительной деятельностью, образованием, военными вопросами, финансами. Эксперты отмечают, что Политбюро выполняет функции министерства иностранных дел ХАМАС, поэтому глава Политбюро, как правило, проживает за рубежом, чтобы избежать запрета израильских властей на свободу передвижения.
Исполнительную роль в управлении Сектором Газа выполняют местные комитеты, выполняющие полицейские функции. На декабрь 2023 года работу комитетов курировал Яхья Синвар. 9 октября 2023 года появились новости о возможной гибели Синвара в результате ракетного обстрела сектора Газа, но позднее эту информацию опровергли.
Все решения принимаются в результате кооперации между различными органами. Высшее руководство зачастую не знает, что происходит «на местах», поскольку многие лидеры находятся в эмиграции.
ХАМАС отличается от других палестинских организаций тем, что проводит внутренние выборы каждые четыре года. Они проходят в несколько этапов. Вначале выбирают административные органы, затем проходят выбор в Совет Шуры, а впоследствии — выборы в Политбюро. При этом выборы проходят в полной секретности, без открытой политической агитации. Выборы в Совет Шуры проходят по трём округам — сектору Газа, Западному берегу и зарубежным регионам. Главой Политбюро становится кандидат, набравший большинство голосов Совета Шуры. На декабрь 2023 года Политбюро ХАМАС возглавлял выбранный в 2021 году Исмаил Хания (погиб в июле 2024 года). Хания проживал в Катаре. Также сообщается, что некоторые высокопоставленные деятели ХАМАСа действуют из офисов группировки в Турции.
Вооружённое отделение ХАМАС состоит из двух основных формирований — аппарата внутренней разведки Маджмуат Джихад у-Дава (MAJD) и военного крыла Бригады «Изз ад-Дин аль-Кассам». Работа MAJD нацелена на обеспечение безопасности в Секторе Газа, поиске и наказании израильских информаторов, продавцов наркотиков и алкогольных напитков. Бригады «Изз ад-Дин аль-Кассам» ведут активную вооружённую борьбу против израильтян. На ноябрь 2023 года военное крыло ХАМАС возглавляли Марван Исса и Мухаммад Дейф. Дейф являлся одним из самых разыскиваемых в Израиле людей, обвиняемых в планировании и руководстве взрывами автобусов, в результате которых в 1996 году погибли десятки израильтян, а также в причастности к захвату и убийству трёх израильских солдат в середине 1990-х годов.
- Муса Абу Марзук (1991—1995)[183]
- Халед Машаль (1996—2017)[184]
- Исмаил Хания (2017—2024)[185]

- Яхья Айяш — один из основателей и лидер Бригады «Изз ад-Дин аль-Кассам» (1992—1996); главный эксперт ХАМАС по изготовлению взрывных устройств. Убит в результате взрыва заминированного сотового телефона 6 января 1996 года[186].
- Ахмед Саид Халил аль Джабари — глава военного крыла ХАМАС. Убит в результате прямого попадания ракеты израильских ВВС в джип, в котором он находился 14 ноября 2012 года[187][188].
- Мохиедин Шариф — лидер «Бригад Изз ад-Дин аль-Кассам» (1996—1998). Погиб от выстрелов в грудь в 1998 году, по-видимому, в результате конфликта внутри группировки. Впоследствии его тело было подложено рядом с взорвавшимся автомобилем[189].
- Махмуд Абу Хануд — лидер «Бригад Изз ад-Дин аль-Кассам» на Западном берегу реки Иордан (1998—2001). Убит 23 ноября 2001 года ударом с вертолётов, которые выпустили по такси семь ракет. Абу Хануду удалось выскочить из горящего автомобиля, но он был расстрелян из крупнокалиберных пулемётов[190].
- Салах Шхаде — один из основателей и лидер «Бригад Изз ад-Дин аль-Кассам» в секторе Газа (2002). Убит в результате бомбардировки его дома 23 июля 2002 года. Подчинённые ему отряды с начала 1990-х годов совершили сотни нападений на израильтян как в секторе Газа, так и за его пределами[191].
- Мухаммад Дейф — главнокомандующий «Бригад Изз ад-Дин аль-Кассам» с 2002 года[192]. Убит в ходе израильского авиаудара 13 июля 2024 года.
- Ваэль Насер[англ.] — один из высокопоставленных командиров «Бригад Изз ад-Дин аль-Кассам», ответственный за ракеты «Кассам». Убит ракетным ударом с вертолёта по мотоциклу, на котором ехали боевики ХАМАС 30 мая 2004[193].
- Низар Райан — главнокомандующий вооружённых сил ХАМАС/ духовный лидер движения (2004—2009). Один из инициаторов захвата власти в секторе Газа. Убит в результате бомбардировки его дома 1 января 2009. Помимо Райана в доме погибло 19 человек[194].
- Абу Закария аль-Джамал[англ.] — один из высокопоставленных командиров «Бригад Изз ад-Дин аль-Кассам». Ответственный за подготовку обстрелов Израиля. Был тяжело ранен ракетным ударом с израильских самолётов по его автомобилю. Скончался в больнице 3 января 2009[195][196].
- Саид Сиам — основатель и начальник подразделения ХАМАС «Исполнительные силы», выполнявшей в секторе Газа полицейские функции. Министр внутренних дел ПНА (2006—2007). Сиам координировал действия политического и боевого крыльев ХАМАС. Убит в результате бомбардировки дома его брата 15 января 2009 года[197][198].
- Салах Абу Шарах — начальник общей службы безопасности ХАМАС. Был ответственен за координацию действий между политическим и военным крылом движения ХАМАС. Убит в результате бомбардировки израильской авиации 15 января 2009 вместе с Саидом Сиамом[199].
- Махмуд аль-Мабхух[англ.] — один из основателей и лидер «Бригад Изз ад-Дин аль-Кассам». Убит в результате операции израильской спецслужбы Моссад в Дубае 20 января 2010 года[200].

- Шейх Ахмед Ясин (1937—2004) — один из основателей и духовный лидер ХАМАС. Убит ракетным ударом с вертолёта 22 марта 2004 года[201].
- Абдель Азиз ар-Рантиси (1947—2004) — один из основателей и лидер ХАМАС, возглавивший движение после гибели Ахмеда Ясина (2004). Убит ракетным ударом с вертолёта 17 апреля 2004[202].
- Махмуд аз-Захар (род. 1945) — один из основателей ХАМАС. В 2006—2007 являлся министром иностранных дел Палестинской администрации от ХАМАС[203].

## Финансирование и поддержка
ХАМАС признан террористической организацией в США и странах Европейского Союза. Это означает, что организация не получает финансовую помощь, которую западные страны предоставляют ООП на Западном Берегу. Помимо этого, с 2007 года Сектор Газа находился в экономической блокаде, а перемещение товаров и людей на территорию и из неё — сильно ограничено. Чтобы финансировать свою деятельность, ХАМАС привлекает средства из разнообразных источников. При этом практически вся информация о поступающем финансировании тщательно скрывается.
Известно, что бо́льшую часть средств ХАМАС получает от палестинской диаспоры и частных доноров в Персидском заливе. ХАМАС активно мобилизует своих сторонников и экспатриантов через призывы к «экономическому джихаду». Радикальные лидеры утверждают, что их последователи несут религиозный долг участвовать в джихаде, предоставляя финансовую поддержку тем, кто воплощает его на практике.
Ещё одним значительным источником финансирования являются социальные и прозелитистские организации, созданные в западных странах и косвенно связанные с ХАМАС. Международные правила запрещают финансовым учреждениям Запада сотрудничать с ХАМАС. Тем не менее движение стремится обойти эти ограничения, в основном работая через подставные компании. Израильские власти заявили, что после нападения ХАМАС на Израиль в октябре 2023 года финансовая поддержка связанных с ним организаций увеличилась на 70 %, достигнув 260 млн долларов к середине ноября.
Через несколько лет после начала экономической блокады в 2007 году, ХАМАС сумел выстроить систему туннелей, которые обходили границу с Египтом. В результате через туннели поставляли основные продукты питания, лекарства и дешёвый газ для производства электроэнергии, а также строительные материалы, деньги и оружие. Облагая поступающие через туннели товары налогами, ХАМАС также получал большое количество денег. Так, в 2018 году Египет разрешил ввоз некоторых коммерческих товаров в Газу через пограничный переход Салах-эд-Дин. По состоянию на 2021 год, ХАМАС ежемесячно получал около 12 млн долларов в виде налогов на египетские товары, импортируемые в Газу. Наиболее облагаемыми налогом продуктами являются сигареты, топливо и строительные материалы. Кроме того, в 2022 году ХАМАС ввёл новые налоги на импортируемые товары с Западного берега.
Финансирование ХАМАС осуществляется и посредством других государств. Одним из крупнейших спонсоров ХАМАС является Иран — страна спонсирует до 70 % деятельности ХАМАС  и ежегодно поставляет около 100 млн долларов ХАМАС, Палестинскому исламскому джихаду и другим палестинским группировкам, признанным США террористическими организациями. Политическую и финансовую поддержку ХАМАС осуществляет и Турция. Другим важнейшим донором ХАМАС является Катар. В 2012 году эмир Аль Тани стал первым главой иностранного государства, посетившим руководство ХАМАС в секторе Газе. В период с 2012 по 2021 год Катар предоставил Газе помощь в размере 1,3 млрд долларов на строительство, здравоохранение и сельское хозяйство.
В октябре крупнейшая криптовалютная биржа Binance заморозила сотни криптовалютных счетов, связанных с ХАМАС. The Wall Street Journal сообщил, что связанные с организацией кошельки цифровой валюты получили около 41 млн долларов за последние два года. Немецкие исследователи доказали, что ХАМАС смог собрать активы на сумму более 500 млн долларов (471,5 миллиона евро), инвестируя в компании в Турции, Саудовской Аравии, Алжире и даже Судане, в основном в недвижимость или строительство. Материальной поддержке ХАМАС способствует и Россия — накануне вторжения в Израиль в октябре 2023 года группировка получила несколько миллионов долларов через московскую криптобиржу.

## Террористическая деятельность ХАМАС

### Цели

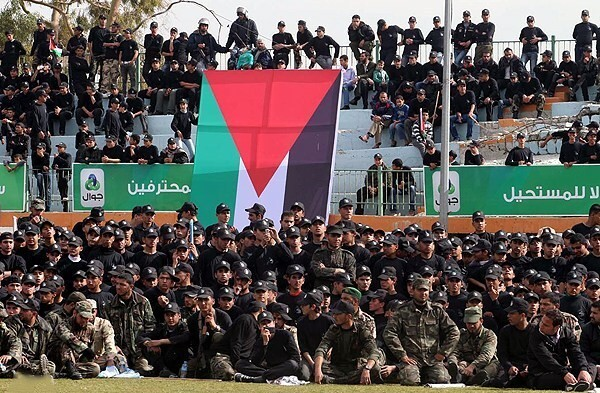
Фотография Бригад «Изз ад-Дина аль-Кассама» во время учений в 2013 году

ХАМАС стремится к созданию Исламского государства на территории исторической Палестины, продвигая идею возврата к «истинному исламу» и призывая к применению джихада с целью полного уничтожения Израиля и евреев. При этом ХАМАС отличается от других джихадистских движений. Если для «Аль-Каиды» и Исламского государства «освобождение» Палестины и борьба с Израилем являются лишь частью глобальной борьбы мусульман, то для ХАМАС, наоборот, это является конечной целью. Поэтому ХАМАС проводит военные операции, ограничиваясь территорией Израиля и «оккупированными» палестинскими землями.
ХАМАС активно использует насилие против Израиля и своих палестинских политических противников. Руководство группировки неоднократно заявляло, что готово использовать любые средства для достижения своих целей, включая организацию терактов, ракетных и артиллерийских обстрелов. Применяемое ХАМАС насилие подвергается осуждению как со стороны израильтян, так и умеренных палестинцев — обе стороны утверждают, что методы запугивания являются неэффективными, так как только укрепляет решимость Израиля в борьбе с Палестиной.
При этом ХАМАС успешно размывает границы между благотворительностью, политикой и терроризмом. В частности, из общественных активистов успешно вербуют боевиков, а организации для создания поддержки движения на низовом уровне используются для прикрытия, логистического и финансового обеспечения деятельности террористических групп. Мечети и больницы используются как места для встреч, оружие и взрывчатку закапывают на детских площадках, автомобили и дома сотрудников социальных служб используются как укрытия, а через благотворительность отмываются средства на террористическую деятельность.

### Террористические акты

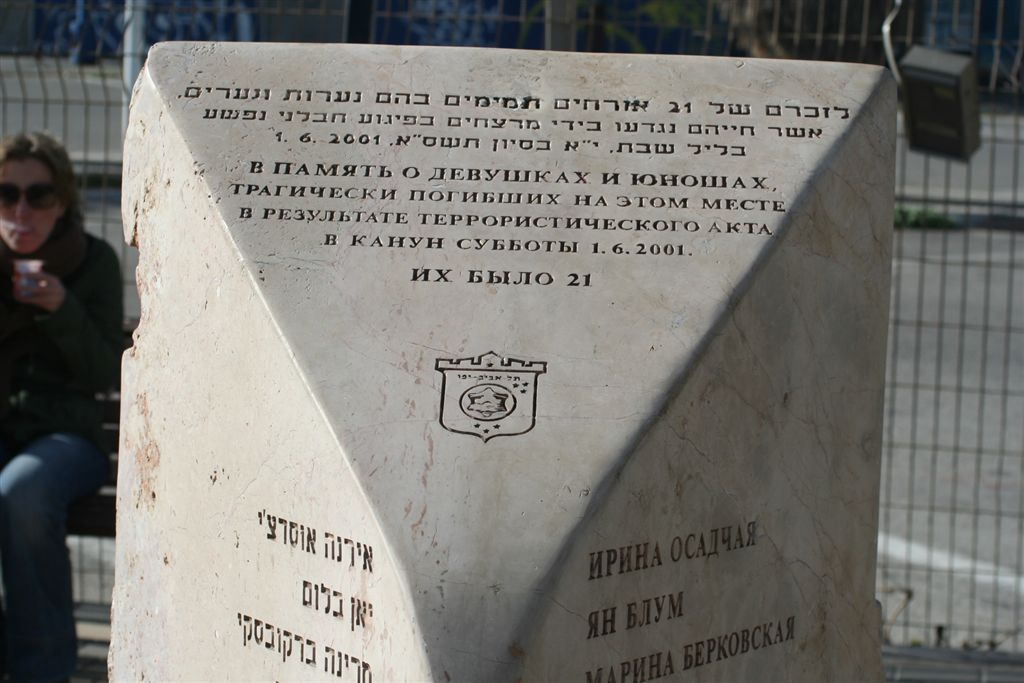
Памятник жертвам теракта ХАМАС в 2001 году: 21 подростку, посетителям дискотеки в Тель-Авиве

Террористическая деятельность ХАМАС осуществляется военным крылом — созданными в 1991 году Бригадами «Изз ад-Дина аль-Кассама». В основном боевики сосредоточены в Секторе Газа, хотя отдельные подразделения также действуют и на Западном Берегу. Так, в северном городе Дженин, военное крыло ХАМАС сотрудничает с палестинскими Бригадами «мучеников Аль-Аксы» и Бригадой «Аль-Кудс» под эгидой так называемого «Дженинского батальона». Ядро бригад «Изз ад-Дина аль-Кассама» составляют несколько сотен бойцов, прошедших военную подготовку в Иране и Сирии. По разным данным, численность военного крыла ХАМАС в 2023 году составляла от 30 до 50 тысяч человек. На декабрь 2023 года Бригады «Изз ад-Дин аль-Кассам» возглавлял Мухаммад Дейф.
В январе 2002 года Ахмед Ясин заявил о своём категорическом отказе от использования женщин как террористок-смертниц. Однако уже в 2004 году эта позиция изменилась. 14 января этого года первая женщина-смертница 22-летняя Рим аль-Рейяши под предлогом получения медицинской помощи приблизилась к израильскому блок-посту и подорвала 5-килограммовое взрывное устройство, начиненное гайками и болтами.

#### Атаки на политических противников

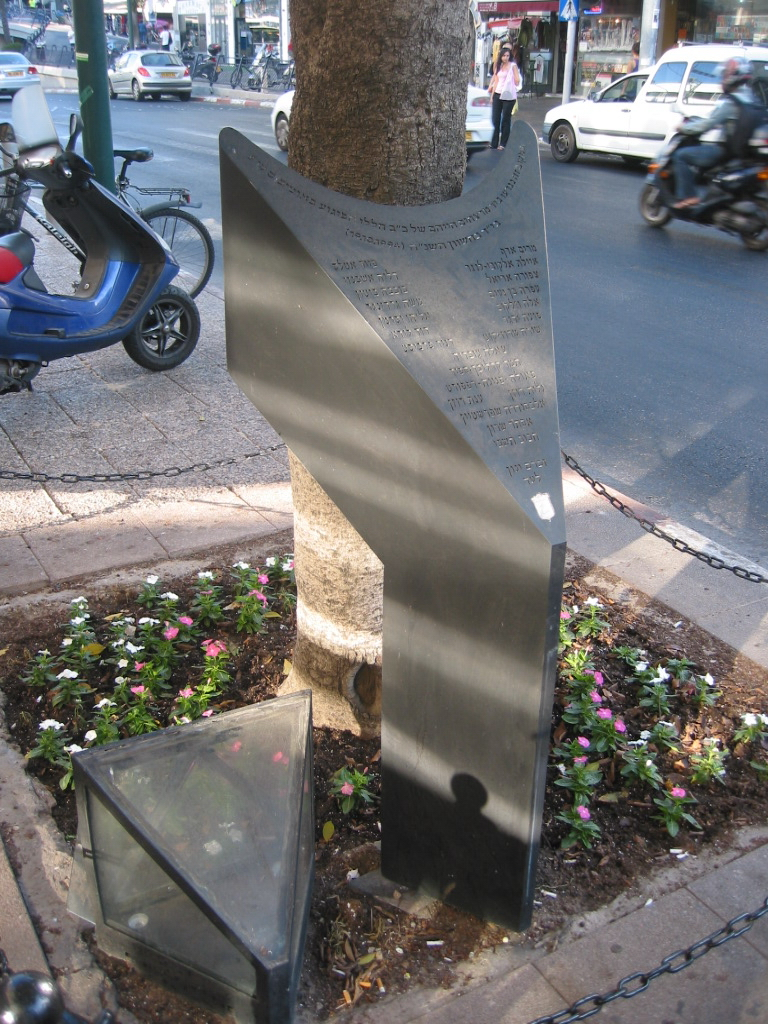
Мемориал жертвам теракта 19 октября 1994 года на улице Дизенгоф

В первые годы после создания ХАМАС применял насилие только в отношении своих политических конкурентов — ФАТХ и тех, кого группировка считала «коллаборационистами». Так, в 1992 году ХАМАС убил более 150 человек по подозрению в сотрудничестве с Израилем. Главной целью террора было сорвать мирные переговоры между Палестинским руководством и Израилем. ФАТХ под руководством Ясира Арафата поддерживал переговорный процесс с Израилем, в то время как ХАМАС настаивал на методах вооружённого сопротивления. Террористические действия против палестинцев привели к утрате широкой поддержки ХАМАС со стороны населения. В результате многие палестинцы начали выступать за принятие соглашений «Осло».
Во время борьбы за власть в 2006—2007 годах ХАМАС инициировал межфракционные убийства представителей других палестинских организаций. Только за период с января 2006 по 6 июня 2007 года были убиты более 600 палестинцев. В течение одной недели, с 7 по 14 июня, погибли более 160 человек, а по меньшей мере 700 получили ранения.
В 2008—2009 годах боевики ХАМАС казнили во внесудебном порядке 18 человек, а также избили и расстреляли около десятка «коллаборационистов». Палестинские правозащитные группы в секторе Газа сообщили о 14 убийствах в период с 18 января по 31 марта 2009 года. Службы безопасности ХАМАС применяли насилие и против известных членов ФАТХ. По данным Независимой Комиссии по правам человека, неизвестные преступники подвергли физическому насилию 73 мужчин из Газы, в результате чего у них были сломаны ноги и руки. Human Rights Watch задокументировала три таких случая нападения на сторонников ФАТХ.

#### Атаки на мирное население
Начиная с 1994 года ХАМАС начал организовывать террористические акты против мирного населения Израиля, став первой мусульманской организацией, использующей террористов-смертников против Израиля. Официальным поводом для начала террора послужило убийство израильским врачом Барухом Гольдштейном 29 молящихся мусульман в хевронской Пещере Патриархов. В ответ ХАМАС заявил, что будет «обращаться с террористами так же». Лидеры ХАМАС понимали, что армия Израиля превосходит военное крыло группировки. Однако использование террористов-смертников позволит не только сеять панику и страх среди израильтян, но и подталкивать Израиль к эскалации конфликта. Решение ХАМАС инициировало виток насилия, нарушивший процесс мирных переговоров и сорвавший попытки решения палестино-израильского вопроса на основе идеи двух государств.
6 апреля 1994 года ХАМАС совершил первый теракт — взрыв в Афуле. Тогда террорист-смертник направил начинённый взрывчаткой автомобиль в полный пассажиров автобус. В результате погибло 8 израильтян, 40 были ранены. 13 апреля 1994 года террорист-смертник атаковал пассажирский автобус, направляющийся из Хадеры в Тель-Авив. В результате погибло 5 человек. 19 октября этого же года ХАМАС организовал взрыв автобуса на улице Дизенгоф — террорист-смертник взорвал вместе с собой автобус № 5 компании «Дан». В результате погибло 22 человека, а около 50 были ранены. Всего в период с 1994 по 1995 год ХАМАС инициировал 14 атак террористов-смертников в Израиле, в результате чего погибло 86 людей. Любая атака позиционировалась как ответ на убийство Израилем палестинских гражданских лиц.
В начале 1996 года ХАМАС возобновил террористические атаки, пытаясь повлиять на ход выборов в Израиле. В феврале и марте были совершены теракты на улице Яффо и рядом с Дизенгоф-центром. Жертвами стали 61 человек.
После серии атак в период 1994—1996 годов Израиль стал рассматривать ХАМАС как реальную угрозу. Израильское правительство мобилизовало военные силы, чтобы искоренить ХАМАС в секторе Газа и на Западном берегу. Против ХАМАС выступали различные международные акторы, включая Палестинскую администрацию, правительства Египта, Иордании, а также стран Европы. Одновременно с этим палестинское население начало активно поддерживать ХАМАС, рассматривая его как организацию, способную причинять ущерб израильтянам и мстить за любые нападения Израиля на палестинцев.

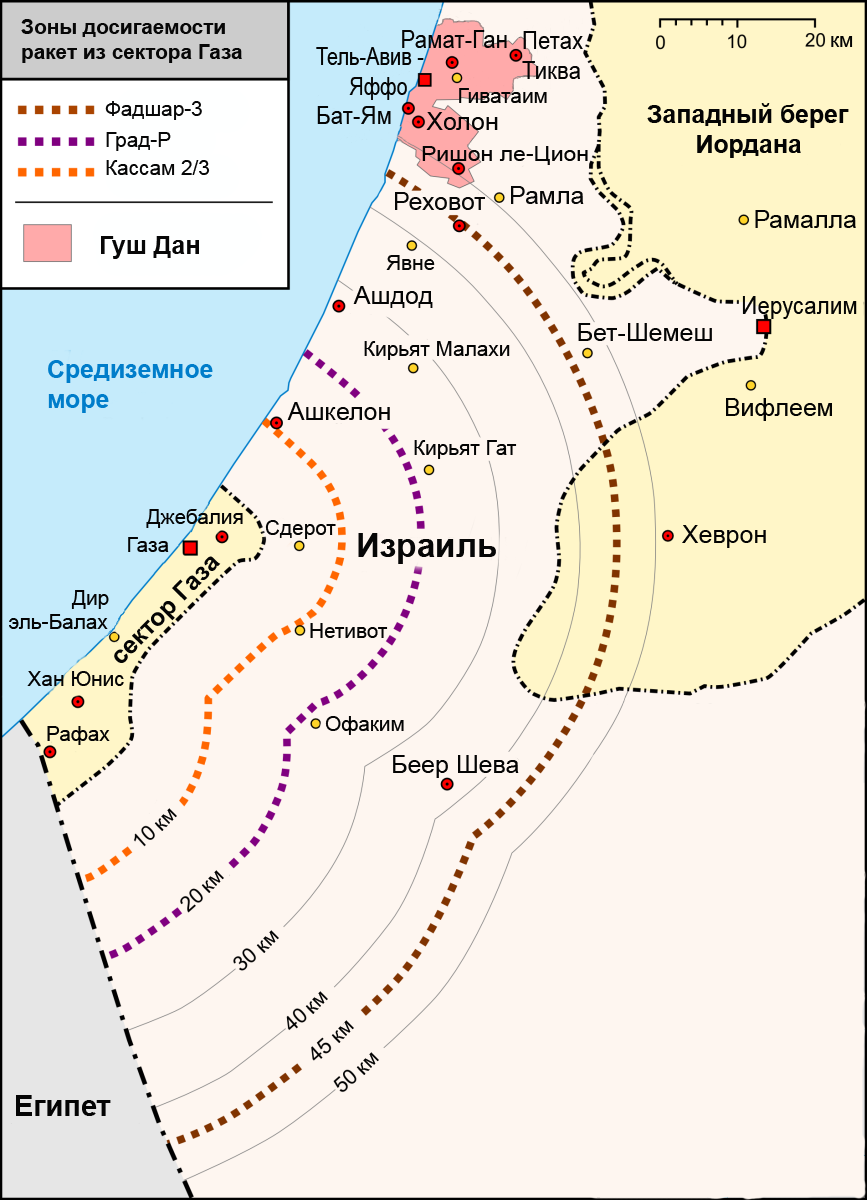
Зоны досягаемости территории Израиля из сектора Газа при ракетных обстрелах (по состоянию на 2009 год)

Вторая волна насилия со стороны ХАМАС пришлась на годы второй Интифады. В период с 2000 по 2005 год ХАМАС осуществил множество террористических атак против Израиля и израильтян, включая теракты террористов-смертников, ракетные удары, взрывы самодельных устройств и перестрелки. В 2001 году ХАМАС осуществил 71 атаку на Израиль, в 2002 — 22, в 2003 — 44, в 2004 — 32, в 2005 — 50. Наибольшее количество жертв пришлось на март 2002 года, когда палестинцы убили более 130 людей, включая иностранных граждан. Всего за время второй интифады погибло более 400 человек, более 2000 были ранены.

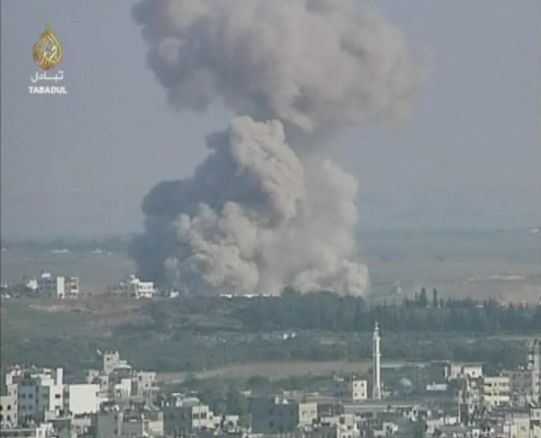
Атака Израиля вызвала взрыв в жилой части сектора Газа, 12 января 2009 год

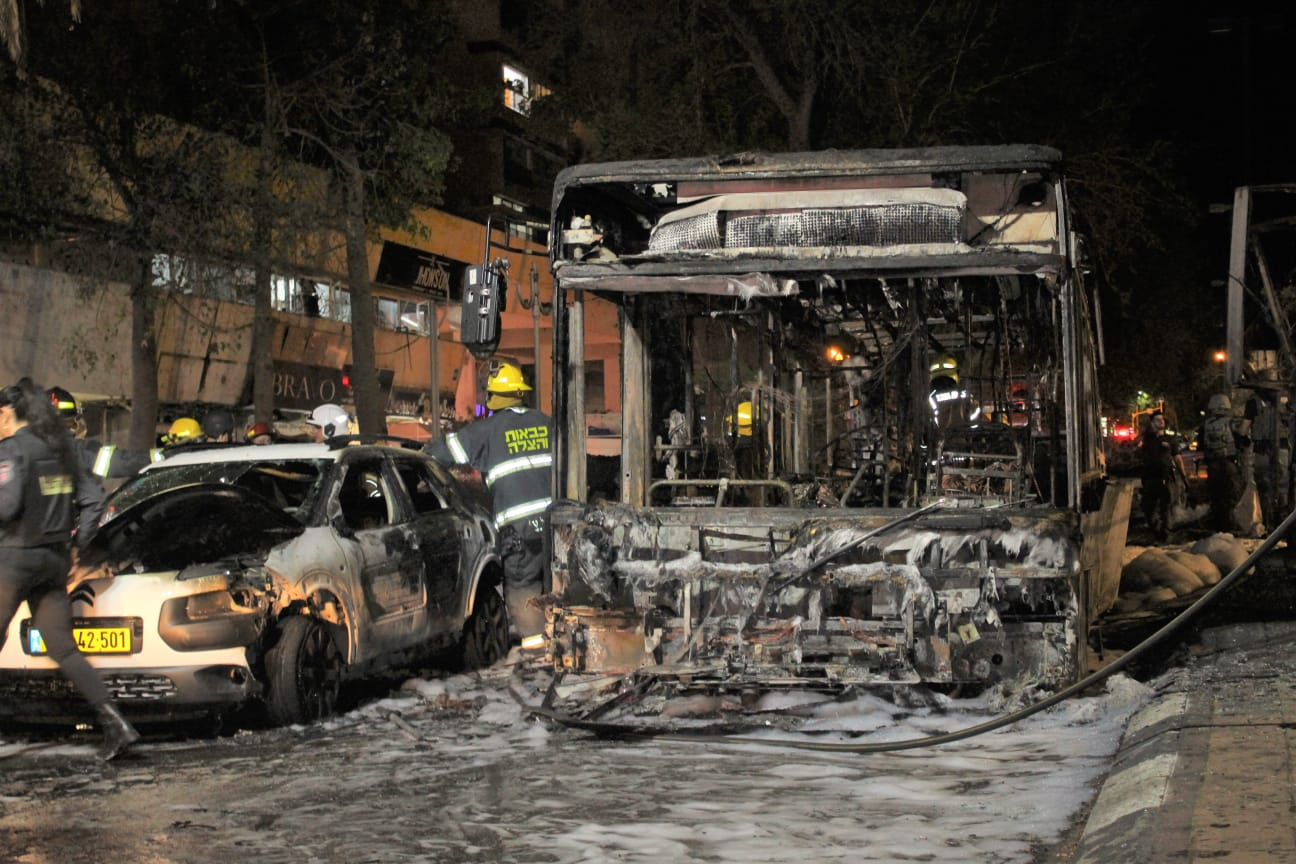
Автобус и машина сгорели после попадания ракеты ХАМАС в Холоне во время операции «Страж Стен» в 2021 году

В апреле 2016 года террорист-смертник ХАМАС совершил теракт в иерусалимском автобусе, убив 20 человек.
В результате вторжения на территорию Израиля в октябре 2023 года погибло свыше 1,2 тысячи человек, более 250 были захвачены в заложники. Около 6900 человек были ранены.

#### Ракетные обстрелы Израиля
С захватом сектора Газа в 2007 году и началом поставок иранских вооружений и технологий военные возможности ХАМАС значительно увеличились, что привело к изменению тактики группировки. Вместо террористических атак террористов-смертников ХАМАС перешёл к активным ракетным и артиллерийским обстрелам Израиля. Это, в свою очередь, спровоцировало Израиль провести ряд наземных военных операций в секторе Газа.
Активные обстрелы Израиля из сектора Газа вынуждали израильское правительство начинать наземные операции для разрушения военной инфраструктуры ХАМАС. Так, в 2008—2009 годах была проведена операция «Литой свинец». ХАМАС ответил не только участившимися обстрелами Израиля, но и новым витком политических репрессий внутри Газы. В ноябре 2012 года ХАМАС выпустил по Израилю около 1500 неуправляемых ракет. Впервые были обстреляны города центра и востока Израиля, такие как Ришон-ле-Цион, Тель-Авив и Иерусалим. В ответ ВВС Израиля провели в секторе Газа воздушную операцию «Облачный столп».

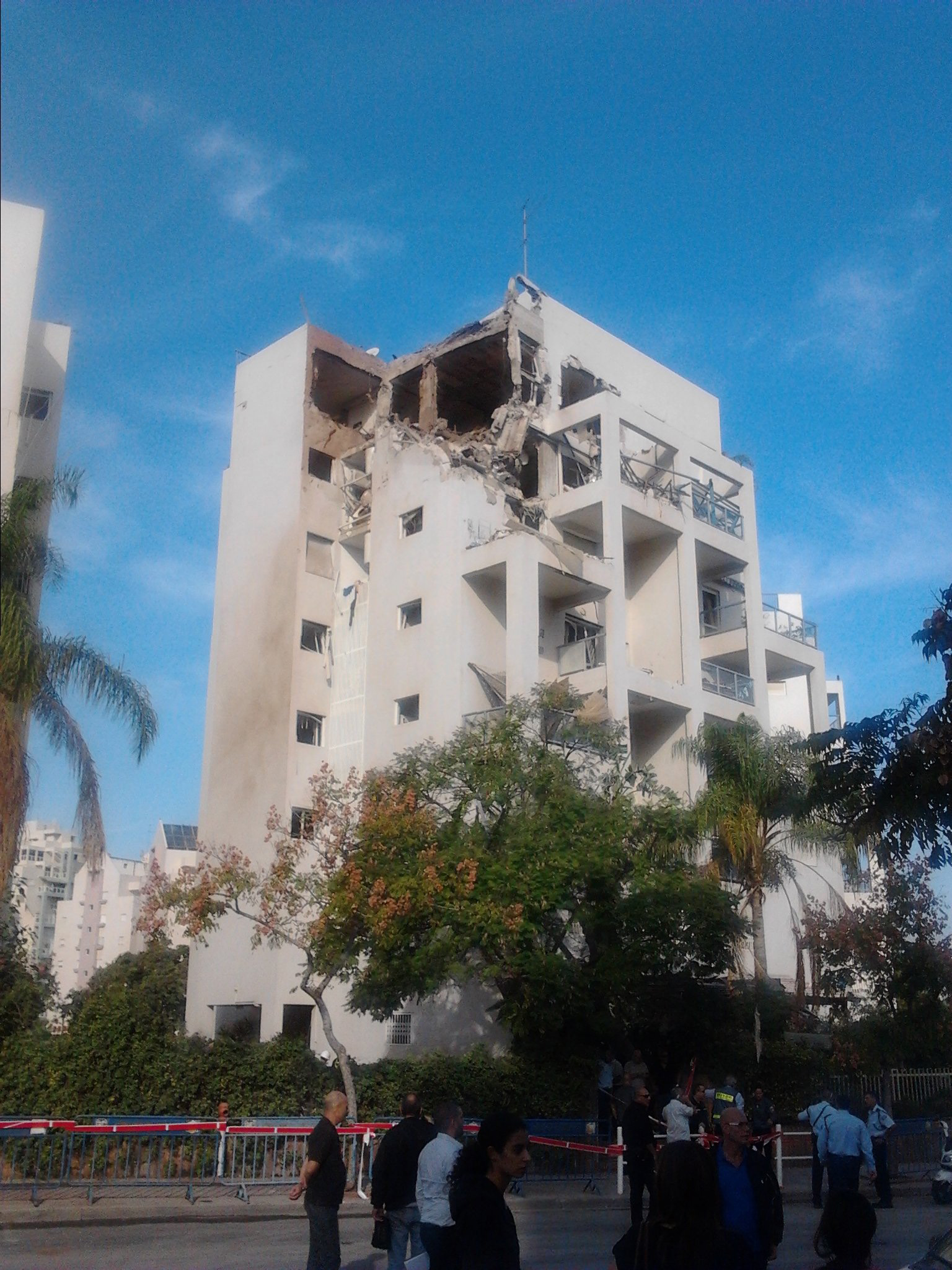
Здание в Ришон-ле-Ционе, пострадавшее от прямого попадания ракеты ХАМАС, 2012 год

В 2014 году ХАМАС спровоцировал Израиль на проведение операции «Нерушимая скала» — в один день из сектора Газа было выпущено более 80 ракет. Всего за время военной операции ХАМАС выпустили по Израилю 4564 ракеты, 3641 из которых упала в незаселённой местности, ещё 735 были перехвачены. При этом, согласно докладу Amnesty International, ХАМАС во время военной кампании похищал, пытал и убивал палестинцев, обвиняемых в сотрудничестве с Израилем и ФАТХ.
В мае 2021 года ХАМАС провёл цикл ракетных обстрелов Израиля. Поводом для этого послужило изгнание палестинцев из района Шейх-Джаррах в Восточном Иерусалиме. Израиль ответил контратакой. 10-21 мая 2021 года ЦАХАЛ провёл в Газе антитеррористическую операцию «Страж стен». Палестинские группировки выпустили более 4,3 тысяч ракет по израильской территории, но более 90 % из них были перехвачены системой «Железный купол». В Израиле в результате обстрелов погибли 12 человек, более 300 были ранены.
В ходе атаки на Израиль в октябре 2023 года ХАМАС выпустил от 2500 до 5000 ракет по Израилю, в результате чего погибло по меньшей мере пять человек.
- 19 октября 1994 года ХАМАС организовал теракт в автобусе рядом с площадью Дизенгоф. В результате теракта погиб 21 израильтянин и гражданин Нидерландов. На момент совершения теракта был самым смертоносным в истории Израиля[244].

- 30 июля 1997 года два террориста ХАМАС с сумками, наполненными взрывчаткой и гвоздями, почти одновременно взорвали свои устройства на расстоянии 150 футов друг от друга на центральном переулке популярного открытого рынка Махане Иегуда в Иерусалиме. Шестнадцать человек, в том числе один американец, погибли. 178 человек получили ранения[245].

- 4 марта 2001 года ХАМАС организовал взрыв террориста-смертника на автобусной остановке возле торгового центра в Нетании. 3 человека были убиты, более 60 человек — ранены[246].

- 9 августа 2001 года ХАМАС организовал теракт в пиццерии «Сбарро» на углу улиц Кинг-Джордж и Яффо-роуд в центре Иерусалима. Спрятав взрывчатку в футляре для гитары, который он привез с собой в Иерусалим, террорист незадолго до 14:00 вошёл в ресторан и взорвал бомбу. Бомба, начиненная гвоздями, шурупами и болтами, чтобы обеспечить максимальный ущерб, полностью разрушила ресторан, полный посетителей во время обеда. Террорист погиб в результате взрыва. 15 человек погибли, в том числе 7 детей, и около 130 получили ранения[247].

- 4 марта 2002 года произошёл теракт в Хайфе. Террорист-смертник Джихад Хамаде сел в автобус и взорвал взрывное устройство. Девять человек погибли и 38 получили ранения. ХАМАС взял на себя ответственность за нападение[248].

- 31 июля 2002 года девять человек были убиты и 85 ранены в результате взрыва бомбы в переполненном кафетерии кампуса Еврейского университета в Иерусалиме. ХАМАС взял на себя ответственность за нападение[249][250].

- Незадолго до 13:00 19 сентября 2002 года палестинский террорист-смертник взорвал себя в передней части переполненного автобуса в самом центре делового района Тель-Авива. Нападение было совершено на пригородный автобус № 4 «Дан», когда он проезжал по улице Алленби перед Большой синагогой Тель-Авива. В результате нападения шесть человек погибли и около 70 получили ранения. Ответственность за нападение взяли на себя ХАМАС и «Исламский джихад»[251].

- 21 ноября 2002 года Взрыв террориста-смертника в автобусе маршрута № 20 на улице Мексико (район Кирьят Менахем). Автобус был полон школьниками, возвращающимися с учёбы. В результате было 17 погибших и около 50 раненых[252].

- 19 августа 2003 года в центре Иерусалима был взорван автобус № 2 «Эгед», в районе. Многие пассажиры возвращались с молитвы у Стены Плача. В результате 23 человека были убиты и более 130 — ранены. В результате нападения 1 сентября 2003 года кабинет министров Израиля принял решение начать полномасштабную войну против ХАМАС и других террористических элементов и заморозить дипломатический процесс с Палестинской автономией[253][254].

- 5 марта 2003 года ХАМАС организовал взрыв террориста-смертника в Хайфе. В результате погибло 17 человек, 53 были ранены[255].

- 19 мая террористка-смертница устроила теракт в торговом центре города Афула. В результате погибло четыре человека, ещё 20 человек получили ранения разной степени тяжести. Ответственность за происшествие взял на себя ХАМАС[256].

- 11 июня 2003 года ХАМАС организовал взрыв в автобусе № 14-A в Яффо. В результате 17 человек погибло, более 100 были ранены[257].

- 19 августа 2003 года ХАМАС организовал взрыв террориста-смертника в автобусе маршрута № 2 на улице улица Шмуэль ха-Нави в Иерусалиме. В результате 20 человек погибло, ещё 80 получили ранения[258].

- 29 января 2004 года ХАМАС устроил взрыв террориста-смертника в автобусе маршрута № 19 на углу улиц Газа и Арлозоров. В результате 11 человек погибло, более 50 были ранены[259].

- 12 июня 2014 года боевики ХАМАС организовали похищение и убийство израильских подростков на Западном берегу реки Иордан[260][261].

- 8 июня 2016 года ХАМАС организовал теракт в Тель-Авиве. В результате стрельбе в популярном у туристов и местных жителей районе Тель-Авива погибло 4 человека, ещё более 20 были ранены[262][263].

- 7 октября 2023 года ХАМАС организовал нападение на Израиль. В результате около 3 тысяч боевиков прорвались через границу сектора Газа и устроили резню на близлежащих к границе территориях. В результате погибло около 1200 человек, ещё более 5000 были ранены[264].

### Военная стратегия

#### Вербовка
ХАМАС активно занимается вербовкой палестинского населения и иностранных бойцов. Для этого организация культивирует в обществе идею «мученичества ради ислама». Лидеры ХАМАС находятся в различных странах и регионах, включая Сектор Газа, Израиль, Сирию, Иорданию, другие страны Ближнего Востока, Европы и в США. Благодаря этому они смогли организовать разветвленную сеть для вербовки, обучения и вооружения террористов.
Для завоевания поддержки палестинцев ХАМАС активно проводил социальную политику. Она основывалась на создании дискурса о коррупции и неэффективности ФАТХ, а также на развитии сети благотворительных организаций. Так, ХАМАС открывал школы, мечети, пункты медицинской помощи и организации материальной взаимопомощи в секторе Газа. Через сеть этих организаций ХАМАС распространял исламистскую риторику, воздействовал на население, подрывал авторитет палестинских лидеров. Также через них финансировались семьи террористов-смертников. Палестинскую молодёжь устраивали на курсы подготовки террористов в Сирии и Иране. Социальные проекты сыграли решающую роль в формировании симпатии и поддержки ХАМАС среди местного населения.

#### Тоннельная система

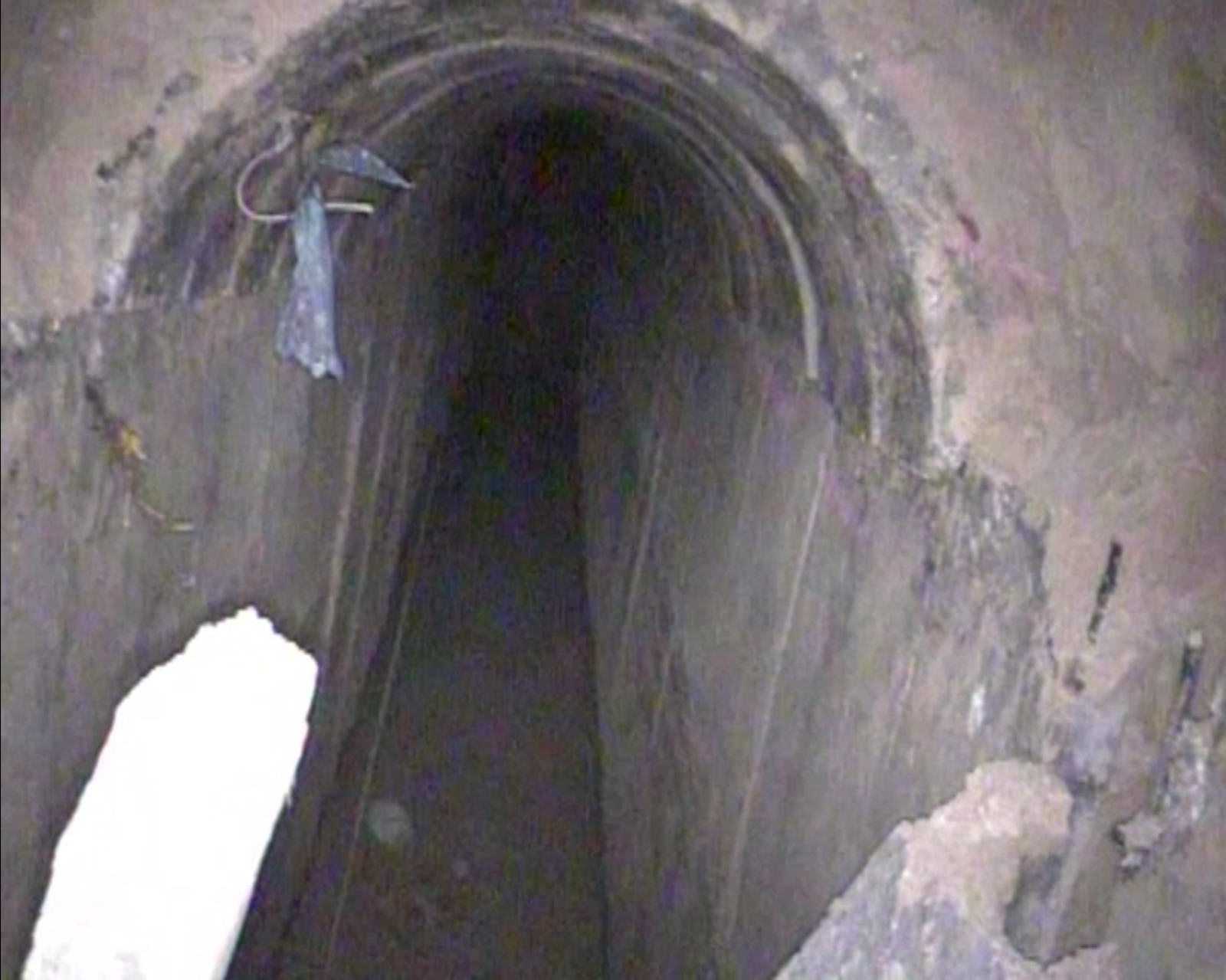
Тоннель ХАМАС, обнаруженный недалеко от Израильской границы в 2017 году

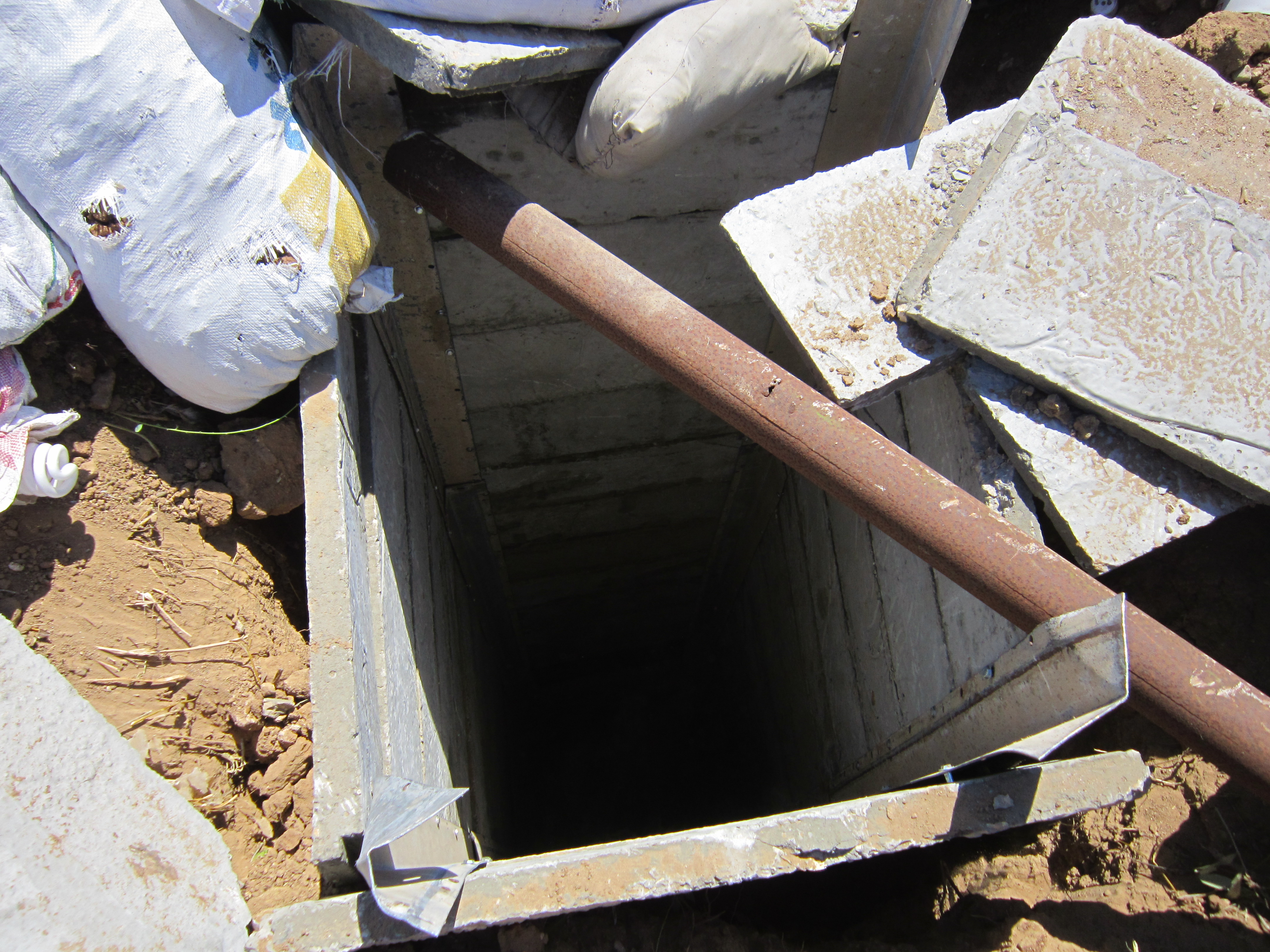
Вход в один из тоннелей, 2014 год

Важную роль в военном обеспечении ХАМАС играет система подземных тоннелей в секторе Газа. Их общая длина составляет примерно 300 миль или около 482 километров. По некоторым оценкам длина сети тоннелей сравнима с длиной линий лондонского метрополитена. Участки тоннелей оборудованы бетоном, оснащены электричеством и связью, имеют запасы еды и воды. Некоторые из них позволяют проехать транспортным средствам. Тоннели используются для хранения оружия, размещения центров управления ХАМАС, обучения боевиков, содержания пленных. Подземные помещения также используются для сборки и хранения частей ракет и стартовых платформ. Тоннели позволяют ХАМАС устраивать засады и избегать обнаружения во время наземных операций Израиля. Некоторые тоннели достигают глубины 200 футов (61 м).
ХАМАС начал развивать систему тоннелей начиная с 2000-х. Долгое время тоннели использовались для контрабанды нелегальных товаров в сектор Газа. В 2007 году, после того как ХАМАС захватил власть в регионе, строительство тоннелей значительно расширилось, и их использование стало неотъемлемой частью планов группировки по нападению на Израиль. В 2016 году ХАМАС потратил около $120 млн на строительство тоннелей.
При этом боевики ХАМАС постоянно работают над их улучшением. Так, во время наземной операции 2021 года Израиль использовал для разрушения тоннелей противобункерные бомбы GBU-28 с лазерным наведением. После этого ХАМАС начал строить тоннели ещё глубже и защищать их железобетонными перекрытиями, что радикально усложнило их уничтожение. Применение термобарических (вакуумных) бомб не всегда возможно из-за большого сопутствующего ущерба.
Во время израильских военных операций в секторе Газа ХАМАС использовал так называемые «живые щиты» — тоннели зачастую расположены прямо под комплексами государственных учреждений, больниц, школ, мечетей. При этом Газа является третьим по густонаселённости районом в мире. ХАМАС специально размещает тоннели именно там, исходя из логики, что в случае активных атак Израиля на жилую инфраструктуру с целью уничтожения группировки, мировая общественность решительно осудит эти действия. В ответ на обвинения в создании «живых щитов» ХАМАС отвечает, что в условиях блокады у группировки нет выбора, кроме как вести войну в густонаселённых городах.

#### Арсенал оружия
С 2000-х годов ХАМАС, используя контрабанду и собственное производство, накопил значительный запас ракет, реактивных снарядов и миномётных снарядов, которые активно используются для атак по гражданским объектам Израиля. ХАМАС имеет в арсенале миномёты и ракеты, включая «Кассам», «Катюша», «ГРАД», а также иранские М-302 (клон китайской WS-2), М-75 и «Фаджр-5». Это оружие имеет радиус действия, который может достичь большинства населённых пунктов Израиля, таких как Ашдод (население 200 000 человек), Беэр-Шева (население 197 000 человек), Ашкелон (население 113 000 человек), Реховот (население 113 000 человек), Сдерот (население 22 000 человек), а также Тель-Авив и Иерусалим. В 2023 году ХАМАС заявил, что собственные заводы группировки выпускают все виды вооружений, включая ракеты различных дальностей: 250 км, 160 км, 80 км, 45 км и 10 км. По данным ЦАХАЛ, на 2023 год в оснащении ХАМАС имелся арсенал беспилотников и около 30 000 ракет. Только в октябре 2023 года ХАМАС выпустил по Израилю около 8500 ракет. В 2014 группировка продемонстрировала беспилотный летательный аппарат военного назначения Ababeel1, созданный в трёх модификациях: оснащенный ударным вооружением, разведовательный и дрон-камикадзе.

### Статус террористической организации

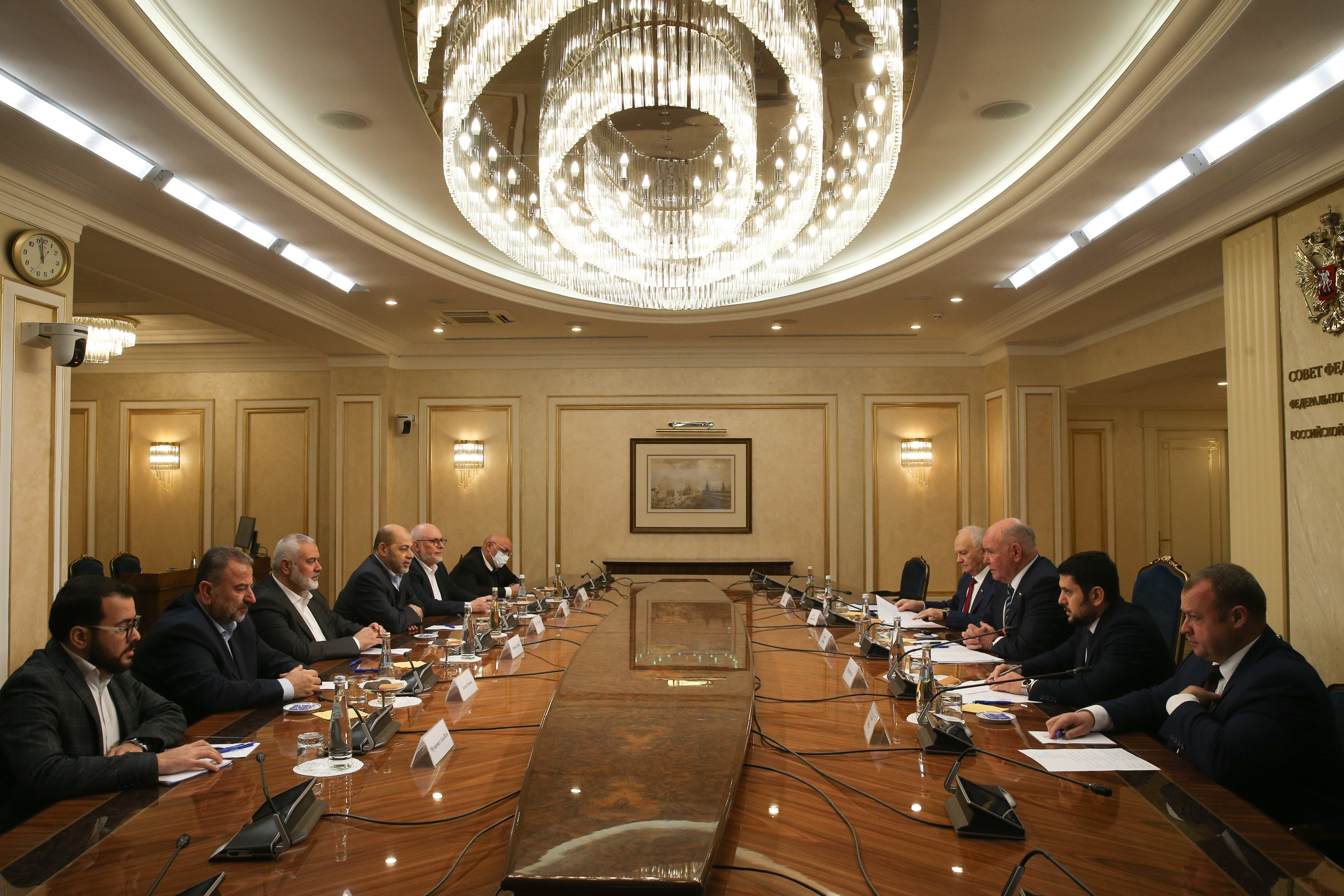
Делегация ХАМАС в Москве, 2022 год

ХАМАС признан террористической организацией в целом ряде стран. В 2002 году группировка была внесена в список террористических организаций Европейского Союза. Однако это решение было аннулировано в 2014 году «за неимением достаточных доказательств». В 2019 году ХАМАС был снова внесён в реестр. В 2002 году Канада признала ХАМАС «Радикальной исламистской террористической организацией». В 2019 году Парагвай стал первой южноамериканской страной, признавшей ХАМАС террористической организацией. В этот же день в список были внесены Аль-Каида и ИГИЛ. США внесли ХАМАС в список в 1997 году, вместе с Палестинским исламским джихадом и Народным фронтом освобождения Палестины.
Некоторые страны признают террористическим только военное крыло ХАМАС. Так, Австралия признала военное крыло ХАМАС террористической организацией в 2001 году. Сам ХАМАС (включая политическую партию) был признан «террористической ячейкой». В 2001 году Великобритания признала Бригады «Аль-Кассам» террористической организацией. Однако в 2021 году политическая партия ХАМАС также была внесена в список. Новая Зеландия причисляет к списку террористических организаций только военное крыло ХАМАС.
После нападения на Израиль в 2023 году Япония также заявила, что несмотря на то, что страна не имеет правовой базы признания организаций террористическими, они внесли ХАМАС в список организаций, финансовые счета которых будут заморожены. В июле 2024 года правительство Аргентины включило палестинское движение ХАМАС в список террористических организаций.
ХАМАС также запрещён в Иордании и Египте с 2014 года. 2 ноября 2023 года в Германии была запрещена деятельность ХАМАС. В конце ноября аналогичное решение приняла и Швейцария.
В России ХАМАС не признан террористической организацией. Российское правительство считает группировку «легитимным партнёром» для переговоров. Лидеры ХАМАС неоднократно посещали Москву по приглашению президента Путина. Помимо России, ХАМАС не считают террористической организацией Афганистан, Алжир, Иран, Норвегия, Турция, Китай, Сирия и Бразилия.
ХАМАС не признан террористической организацией в Катаре. Наоборот, правительство Катара поддерживает ХАМАС и даже перевело на счета группировки более 1,8 млрд долларов. С 2016 года глава ХАМАС Исмаил Хания проживал в Дохе. Деятельность ХАМАС не запрещена и в Организации исламского сотрудничества.